# Ludwigshafen am Rhein

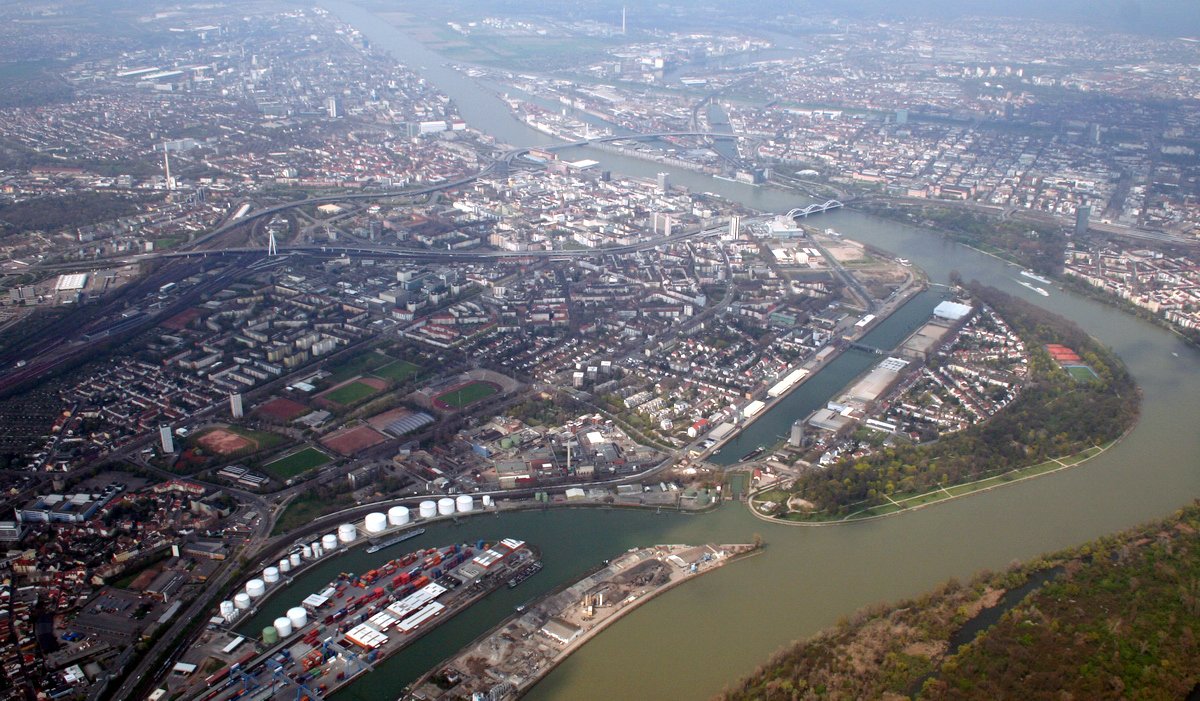
Ludwigshafener Innenstadt; vorne links: Hafengelände, vorne rechts: Parkinsel, dahinter: Innenstadt, rechts: Rhein, rechts: Mannheim

Ludwigshafen am Rhein [ˈluːtvɪçsˌhaːfn̩ ʔam ʁaɪ̯n oder ˈluːtvɪks-] ist die größte Stadt der Pfalz, mit rund 174.000 Einwohnern (Stand 2024) nach der Landeshauptstadt Mainz die zweitgrößte Stadt in Rheinland-Pfalz und nach Mannheim die zweitgrößte Stadt der Metropolregion Rhein-Neckar.
Am linken Rheinufer gegenüber der baden-württembergischen Schwesterstadt Mannheim gelegen, ging Ludwigshafen in den 1840er Jahren aus der ehemaligen Mannheimer Rheinschanze hervor. 1853 wurde es amtlich zu einer eigenen Gemeinde. Die Stadt ist vor allem als Hauptsitz der BASF sowie als Heimatstadt von Helmut Kohl und Ernst Bloch bekannt. Ludwigshafen und Mannheim bilden ein zusammenhängendes Stadtgebiet und teilen sich unter anderem das Straßenbahnnetz und das Telefonnetz mit der gemeinsamen Vorwahl 0621, wobei die Bundesnetzagentur eine Zuordnung der nur in Ludwigshafen verwendeten Teilnehmernummern vorgenommen hat.
Ludwigshafen ist eine kreisfreie Stadt und gleichzeitig Verwaltungssitz des die Stadt umgebenden Rhein-Pfalz-Kreises. Sie ist eines der fünf Oberzentren des Landes Rheinland-Pfalz.
Weitere nähergelegene Großstädte sind im Uhrzeigersinn Mainz (etwa 60 km nördlich), Darmstadt (etwa 45 km nordöstlich), Heidelberg (etwa 25 km südöstlich), Karlsruhe (etwa 50 km südlich) sowie Kaiserslautern (etwa 55 km westlich).
Die Einwohnerzahl der Stadt überschritt 1921 die Grenze von 100.000, wodurch sie in weniger als einem Jahrhundert nach ihrer Gründung zur Großstadt wurde.

## Geographie

### Geographische Lage
Ludwigshafen liegt am Rhein bei Flusskilometer 430 in den Auen auf dem linken Rheinufer (Westufer) nördlich der Gebietsmitte des Oberrheingrabens. In den Jahrhunderten vor der Rheinbegradigung durch Tulla im 19. Jahrhundert mäanderte der Fluss in dieser Ebene, einem großräumigen Überschwemmungsgebiet, fast jährlich. Der Stadt gegenüber mündet der von Heidelberg kommende Neckar, dessen Quelle auf der Ostseite des Schwarzwalds entspringt. Die seit ihrer Gründung von der Chemieindustrie geprägte Großstadt liegt im ansonsten landwirtschaftlich genutzten Kerngebiet der historischen Kurpfalz und der heutigen Metropolregion Rhein-Neckar zwischen dem Pfälzerwald westlich und dem östlich liegenden Odenwald als den Grenzgebirgen des in Nord-Süd-Richtung laufenden Grabens.

Wenn man den Rhein als natürliche östliche Grenze des Gebiets von und um Ludwigshafen betrachtet, liegen an ihm in Rheinland-Pfalz in einem Halbkreis nach Westen folgende größere Städte darum herum: im Norden Worms, Grünstadt, Frankenthal (Pfalz), Neustadt an der Weinstraße und im Süden Speyer. Auf der östlichen Rheinseite liegen getrennt durch den Fluss diese markanten und bekannteren Nachbarorte in einem Bogen um die Schwesterstädte Mannheim/Ludwigshafen Heppenheim, Weinheim und Heidelberg. Das Gebiet ist historisch durch bedeutende Nord-Süd-Verkehrswege durchzogen, den heutigen Autobahnen und Bahnmagistralen. An der Bundeswasserstraße liegen mehrere Industriehäfen.

### Klima
Ludwigshafen hat ein sehr mildes und trockenes Klima. Die Jahresdurchschnittstemperatur beträgt 11,2 °C. Im Sommer wird es durch die Nähe zu Rhein, Neckar und den 17 Weihern der Region oft drückend schwül. Außerdem suchen in dieser Jahreszeit stärkere Unwetter die Stadt heim, die vom Südwesten bis Westen herankommen. Die bisherige Höchsttemperatur wurde während der Hitzewelle 2003 im August erreicht und betrug 40,1 °C. Die höchste mittlere Monatstemperatur wurde im Juli 2006 mit 25,18 °C gemessen (langjähriger Durchschnitt bei zirka 20 °C). Am 11. August 2006 wurde im Rhein-Pfalz-Kreis nahe Maxdorf ein Tornado bzw. Funnel beobachtet. Am 19. Juli 2015 wurde bei Rheingönheim erneut ein Funnel entdeckt.

### Nachbargemeinden
Folgende Städte- und Gemeindegebiete grenzen an die Stadt Ludwigshafen (Auflistung im Uhrzeigersinn, beginnend im Osten):
Mannheim (Stadtkreis in Baden-Württemberg), Altrip, Neuhofen, Limburgerhof, Mutterstadt sowie Fußgönheim und Maxdorf (Verbandsgemeinde Maxdorf) (alle zum Rhein-Pfalz-Kreis gehörig) und Frankenthal (Pfalz) (kreisfreie Stadt).

### Stadtgliederung
Das Stadtgebiet von Ludwigshafen ist gemäß § 2 der Hauptsatzung der Stadt Ludwigshafen in zehn Ortsbezirke gegliedert.
In jedem Ortsbezirk gibt es einen aus sieben bis 15 Mitgliedern bestehenden Ortsbeirat und einen Ortsvorsteher. Sie werden für fünf Jahre gewählt. Die Ortsbeiräte sind zu wichtigen, den Ortsbezirk betreffenden Angelegenheiten zu hören. Die endgültige Entscheidung über eine Maßnahme obliegt dann jedoch dem Ludwigshafener Stadtrat.
Die Ortsbezirke sind zum Teil in weitere Stadtteile beziehungsweise statistische Bezirke untergliedert. Diese Einteilung dient lediglich statistischen Zwecken.

#### Stadtteile
Die Stadtteile sind seit 1974: Mitte, Süd, Nord/Hemshof, West, Friesenheim, Oppau, Edigheim und Pfingstweide, Gartenstadt, Mundenheim, Oggersheim, Rheingönheim, Maudach und Ruchheim.

#### Ortsbezirke
Ortsbezirke mit ihren zugehörigen Untergliederung sind:
| Lage | Wappen | Beispielbild | Ortsbezirk                                   | Untergliederung                                                 | Ortsbeirat    |
| ---- | ------ | ------------ | -------------------------------------------- | --------------------------------------------------------------- | ------------- |
|      |        |              | Friesenheim (771 erwähnt 1891 eingemeindet)  | –                                                               | 15 Mitglieder |
|      |        |              | Gartenstadt (1909 gegründet)                 | Hochfeld Niederfeld Ernst-Reuter-Siedlung                       | 15 Mitglieder |
|      |        |              | Maudach (770 erwähnt 1938 eingemeindet)      | –                                                               | 7 Mitglieder  |
|      |        |              | Mundenheim (770 erwähnt 1899 eingemeindet)   | –                                                               | 11 Mitglieder |
|      |        |              | Nördliche Innenstadt                         | Nord / Hemshof (Stadtteil) West (Stadtteil)                     | 15 Mitglieder |
|      |        |              | Oppau (808 erwähnt 1938 eingemeindet)        | Oppau (Stadtteil) Edigheim (Stadtteil) Pfingstweide (Stadtteil) | 15 Mitglieder |
|      |        |              | Oggersheim (769 erwähnt 1938 eingemeindet)   | Oggersheim (Stadtteil) Melm Notwende                            | 15 Mitglieder |
|      |        |              | Rheingönheim (831 erwähnt 1938 eingemeindet) | –                                                               | 7 Mitglieder  |
|      |        |              | Ruchheim (um 800 erwähnt 1974 eingemeindet)  | –                                                               | 7 Mitglieder  |
|      |        |              | Südliche Innenstadt                          | Mitte (Stadtteil) Süd (Stadtteil)                               | 15 Mitglieder |

## Geschichte

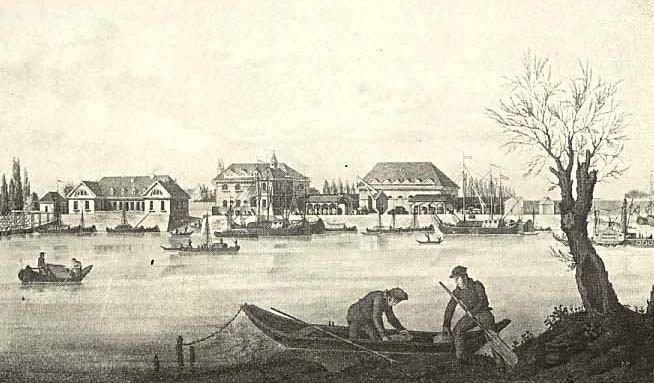
Rheinschanze, 1834

### Frühzeit und Antike
Der Raum Ludwigshafen ist bereits seit sehr früher Zeit besiedelt. Nach Ansicht einiger Historiker existierte im Bereich des Ortsteils Rheingönheim das Römerkastell Rufiniana. Durch die Gemarkung der Ortsteile Maudach und Oggersheim führte die Römische Rheintalstraße von Speyer nach Worms.

### Rheinschanze
1607 gründete Kurfürst Friedrich IV. von der Pfalz am Westufer des Rheins die Mannheimer Rheinschanze als Brückenkopf der Festung Mannheim. Sie wurde nach der Neugründung der Stadt Mannheim 1720 weiter ausgebaut und zwischen 1799 und 1804 – während der Franzosenzeit – von französischen Truppen geschleift.
1811 entstand an dieser Stelle ein privater Schiffslandeplatz am Rhein.

### Bayerische Zeit

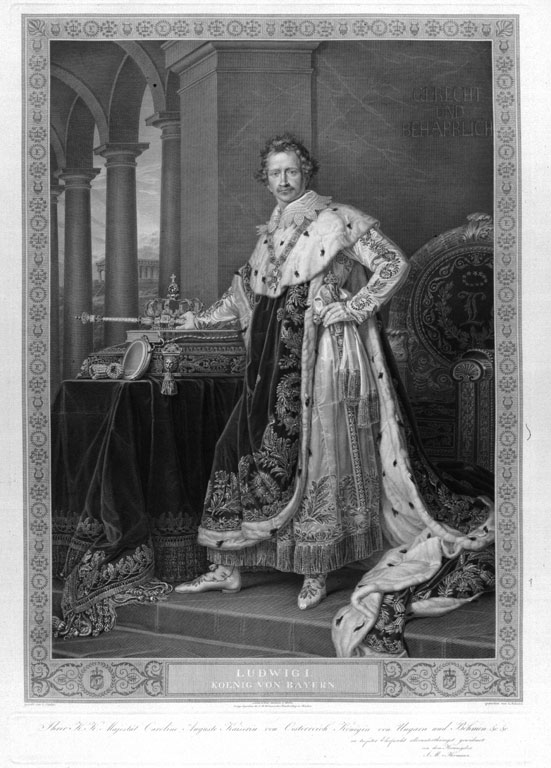
Ludwig I. von Bayern

Nach dem Wiener Kongress kam die links des Rheins gelegene Pfalz mit dem Vertrag von München 1816 zu Bayern, die rechts des Rheins gelegene Kurpfalz mit der ehemaligen Hauptstadt Mannheim blieb bei Baden, zu dem sie 1803 gekommen war. Das Gebiet der späteren Stadt Ludwigshafen gehörte zunächst zum Kanton Mutterstadt. 1818 wurde dieser Kanton Teil des Landkommissariats Speyer im Rheinkreis, des Vorläufers des Landkreises Speyer.
Ab 1820 entstand auf dem Gelände eine private Handelsniederlassung mit künstlichem Hafenbecken, die am 14. März 1843, auf Initiative des pfälzischen Regierungspräsidenten Fürst Eugen von Wrede, vom bayerischen Staat erworben wurde. Dieser benannte sie zu Ehren von König Ludwig I. von Bayern in Ludwigshafen um und unterstützte die rasche Vergrößerung als industrieller Gegenpol zur badischen Stadt Mannheim.
Während des Pfälzischen Aufstandes und der Badischen Revolution kam es 1849 zum Gefecht von Ludwigshafen. Die darauffolgende Kanonade dauerte vom 15. bis 18. Juni. Die junge Siedlung Ludwigshafen wurde durch die Granaten der badischen Artillerie und dadurch ausgelöste Brände stark beschädigt.
1852 wurde die aufstrebende Siedlung zu einer selbständigen Gemeinde innerhalb des Landkommissariats Speyer erklärt, die mit Wirkung vom 14. April 1853 formell errichtet wurde. Ihre Gemarkungsfläche betrug 366 ha, die sie wie folgt erhielt: 240 ha von der Gemeinde Friesenheim und 126 ha von der Gemeinde Mundenheim. Beide Orte wurden später eingemeindet.
1852 verlieh König Maximilian II. Ludwigshafen die Rechte einer Gemeinde:

„Seine Majestät der König haben die Bildung einer eigenen politischen Gemeinde Ludwigshafen, bestehend aus den Ansiedlungen zu Ludwigshafen, den Hemshöfen, dem Ganter- und Rohrlachhofe, so dann der Gräfenau, ferner die Bannabteilung zwischen den Gemeinden Friesenheim, Mundenheim und Ludwigshafen allergnädigst zu genehmigen geruht.“

| Politische Zugehörigkeit Ludwigshafens seit 1853 |                      |               |
| Staat                                            | Verwaltungseinheit   | Zugehörigkeit |
| Königreich Bayern                                | Pfalz                | 1853–1871     |
| Deutsches Reich                                  | Königreich Bayern    | 1871–1918     |
| Deutsches Reich                                  | Freistaat Bayern     | 1918–1933     |
| Deutsches Reich                                  | Bayern               | 1933–1945     |
| Deutsches Reich                                  |                      |               |
| Freistaat Bayern                                 | 1945–1946            |               |
| Land Rheinland-Pfalz                             | 1946–1949            |               |
| Bundesrepublik Deutschland                       | Land Rheinland-Pfalz | seit 1949     |

Am 8. November 1859 wurde die Gemeinde Ludwigshafen zur Stadt erhoben. 1860 übernahm sie den bisher in Mutterstadt gelegenen Distriktssitz, sodass nun ein eigener Distrikt Ludwigshafen im Landkommissariat Speyer bestand.
Am 8. Mai 1865 wurde die Konzession zur Ansiedelung der Badischen Anilin- & Sodafabrik (BASF)
erteilt. Dieses Unternehmen war kurz zuvor gegründet worden, hatte aber vom Mannheimer Gemeinderat kein Gelände zugebilligt bekommen, weshalb das laut seiner Firma „badische“ Unternehmen auf das gegenüberliegende Rheinufer in die zu Bayern gehörende Pfalz auswich. Aus der BASF wurde später ein weltweit operierender Chemiekonzern, der Gesicht und Geschichte der Stadt bis heute prägt. Inzwischen ist die Abkürzung BASF die offizielle Bezeichnung des Unternehmens. In der lokalen Umgangssprache wird sie noch häufig „die Anilin“ genannt, und ihre Mitarbeiter „Aniliner“.
1882 erhielt die Stadt zur Unterscheidung von gleichnamigen anderen Orten den Namenszusatz „am Rhein“. 1886 wurde das frühere Landkommissariat Speyer, seit 1862 Bezirksamt genannt, geteilt. Damit wurde Ludwigshafen Sitz eines eigenen Bezirksamtes, aus dem 1939 der Landkreis Ludwigshafen am Rhein hervorging.

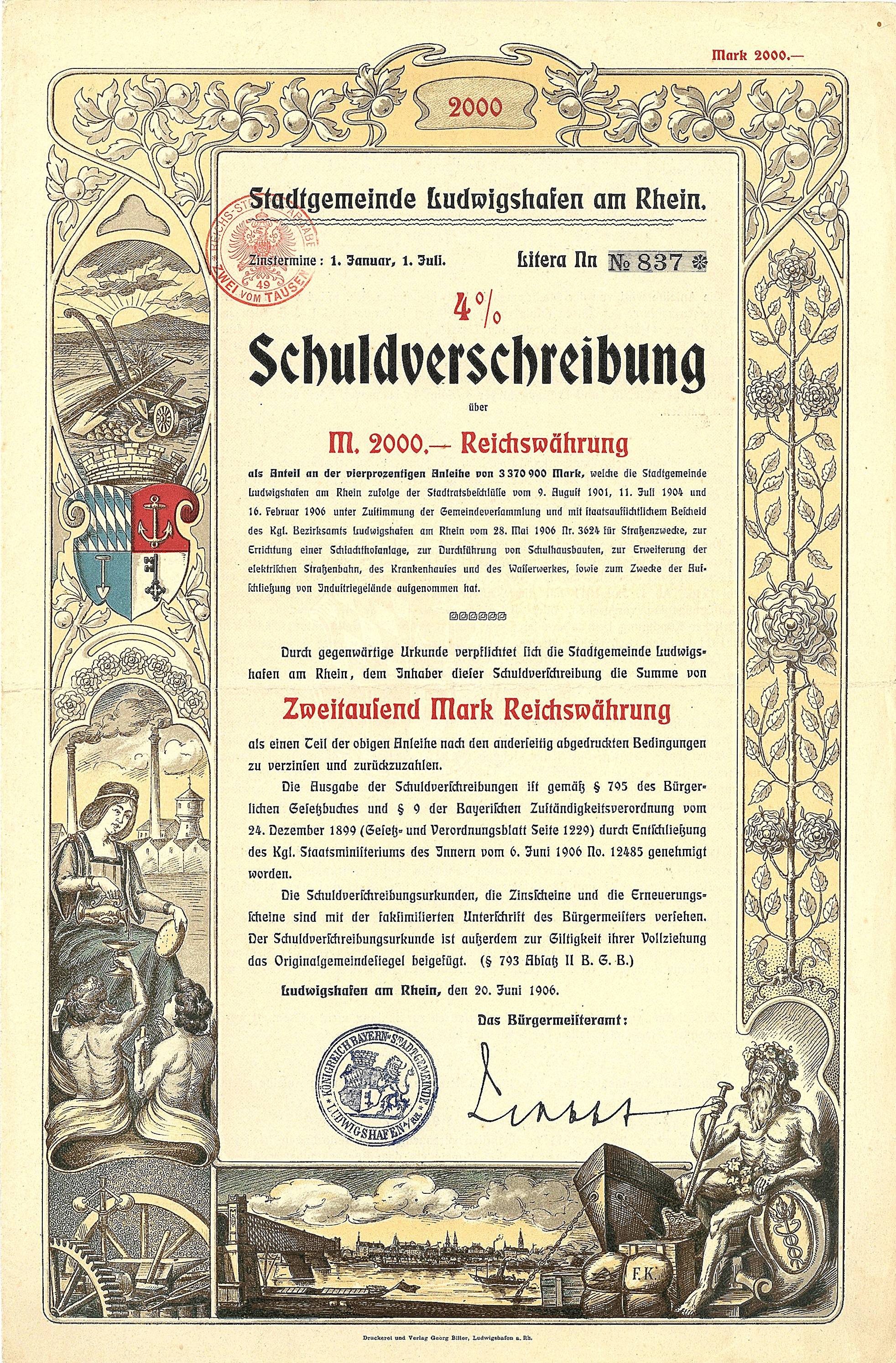
Schuldverschreibung der Stadtgemeinde Ludwigshafen über 2.000 Mark Reichswährung als Anteil an der vierprozentigen Anleihe von 3.370.900 Mark, aufgenommen am 20. Juni 1906 für Straßenzwecke, zur Errichtung einer Schlachthofanlage, zur Durchführung von Schulhausbauten, zur Erweiterung der elektrischen Straßenbahn, des Krankenhauses und des Wasserwerkes, sowie zum Zwecke der Aufschließung von Industriegelände

1920 wurde Ludwigshafen kreisunmittelbar, das heißt, es schied aus dem Bezirksamt Ludwigshafen aus, blieb aber zunächst noch unter der Finanzhoheit des Bezirksamts. Der Bürgermeister erhielt den Titel Oberbürgermeister. 1925 wurde Ludwigshafen Großstadt.
Im (1938 eingemeindeten) Oppau kamen am 21. September 1921 bei der Explosion des Stickstoffwerkes der BASF 561 Menschen ums Leben, mehr als 2000 wurden verletzt.

### Zweiter Weltkrieg
1940 kam es in Ludwigshafen zu einer massiven Ausweitung der rassistischen Verfolgung der jüdischen Minderheit in der Stadt — mehr als 400 Personen wurden durch die Gestapo nach Gurs im besiegten Frankreich verschleppt.
Im Zweiten Weltkrieg waren Ludwigshafen und Mannheim aufgrund der hier konzentrierten kriegswichtigen Industrien eine der von den Alliierten am meist bombardierten Ballungsräume in Süddeutschland. Über 80 % der Bebauung im Innenstadtbereich von Ludwigshafen wurden durch 124 Luftangriffe völlig zerstört. Ludwigshafen und Mannheim wären deshalb möglicherweise Ziele der USA für einen Atombombenabwurf. Da die Fertigstellung der Bombe erst nach der Kapitulation Deutschlands erfolgte, kam es am 6. August 1945 über Hiroshima zum ersten Einsatz einer Atomwaffe in einem Krieg.
Während des Zweiten Weltkriegs wurden in Ludwigshafen etwa 50.000 ausländische Arbeitskräfte und Kriegsgefangene zur Zwangsarbeit herangezogen. Ohnehin durch harte Arbeits- und Lebensbedingungen ausgebeutet – dies gilt verstärkt für die als Ostarbeiter deklassierten – wurden die Zwangsarbeiter bei den  Bombardements den Gefahren besonders ausgesetzt.

### Kriegsende bis Jahrtausendwechsel
Nach dem Ende des Zweiten Weltkriegs stand Ludwigshafen zunächst unter Kontrolle der amerikanischen Militärregierung. Ab dem 10. Juli 1945 gehörte Ludwigshafen zur Französischen Besatzungszone und war – vor Freiburg im Breisgau und dem stark zerstörten Mainz – deren bevölkerungsreichste Stadt. Die Errichtung des Landes Rheinland-Pfalz wurde am 30. August 1946 als letztes Land in den westlichen Besatzungszonen durch die Verordnung Nr. 57 der französischen Militärregierung unter General Marie-Pierre Kœnig angeordnet. Es wurde zunächst als „rhein-pfälzisches Land“ bzw. als „Land Rheinpfalz“ bezeichnet; der Name Rheinland-Pfalz wurde erst mit der Verfassung vom 18. Mai 1947 festgelegt.
Aufgrund der unterschiedlichen Politik der Besatzungsmächte im besetzten Deutschland dauerte es in Ludwigshafen – es lag in einer von den Besatzern benachteiligten Region – im Vergleich zu anderen Städten relativ lange, bis der Wiederaufbau voll ins Rollen kam. Die Stadt wurde eilig im einfachen Stil wiederaufgebaut, mit dem Ziel, dem akuten Wohnraummangel auch in der Innenstadt zu begegnen. Daher fehlt es im Stadtbild fast überall an architektonisch hochwertiger Bebauung, an gelungenem und durchdachtem Städtebau – sowie kontextuell an vielen für eine funktionierende Infrastruktur wichtigen Teilen.

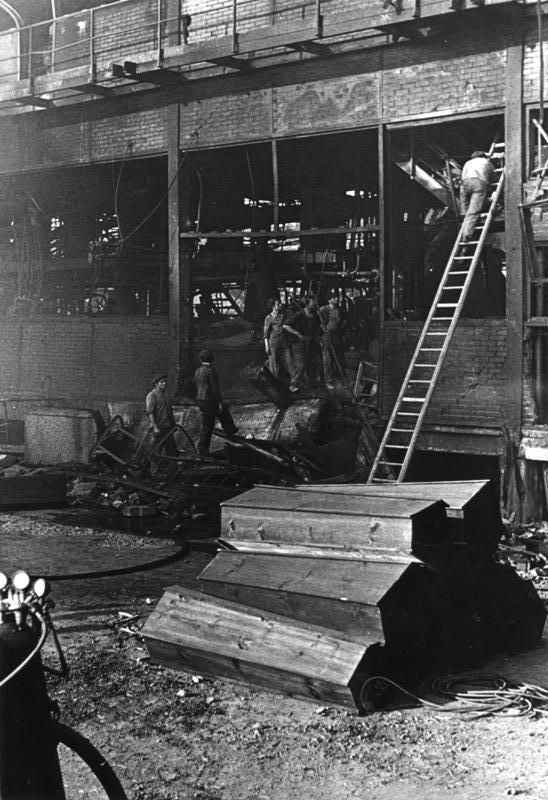
Bild der Explosionskatastrophe im BASF-Werk Juli 1948

Am Nachmittag des 28. Juli 1948 explodierte in der BASF, begünstigt durch die Sommerhitze, ein Eisenbahnkesselwagen mit 30 Tonnen hochentzündlichem Dimethylether. Die Zahl der Todesopfer betrug 207, fast 4000 Menschen wurden verletzt. Auf dem Werksgelände der BASF und im Umkreis entstanden schwere Gebäudeschäden.
Verkehrstechnisch wurden in den 1960er Jahren große Projekte umgesetzt. Neben der Bahnhofsverlegung und der Auflassung der Bahnanlagen zwischen den Stadtteilen Nord und Mitte verwirklichte das Projekt Visitenkarte den Bau von Hochstraßen nach amerikanischem Vorbild.
Im Zuge der rheinland-pfälzischen Gebietsreform wurde 1974 die Gemeinde Ruchheim eingegliedert. Damit erreichte das Stadtgebiet seine heutige Ausdehnung.

### 21. Jahrhundert
1997 begann die Stadt mit AnschLUss 2000 – nach dem Projekt Visitenkarte der zweiten großen städtebaulichen Herausforderung. Das Vorhaben umschloss unter anderem die Umgestaltung des Berliner Platzes und dessen Anbindung an den Rhein, den Bau einer zweiten Eisenbahnbrücke und des S-Bahn-Haltepunkts Ludwigshafen-Mitte am Berliner Platz sowie den Bau des Einkaufcenters Walzmühle im Süden der Innenstadt. Das Projekt wurde 2006/07 abgeschlossen.
Am 3. Februar 2008 ereignete sich in Ludwigshafen ein schwerer Hausbrand, bei dem neun Aleviten türkischer Abstammung ums Leben kamen. Gerüchte um eine mögliche Brandstiftung sowie um zu langsame Hilfe durch die Feuerwehr erwiesen sich als unbegründet; sie belasteten zeitweise das deutsch-türkische Verhältnis.
Am 25. Mai 2009 erhielt die Stadt den von der Bundesregierung verliehenen Titel „Ort der Vielfalt“.
Die Innenstadt wurde 2010 durch den Bau eines neuen Stadtquartiers auf dem Gelände des ehemaligen Zollhofhafens (Einkaufszentrum Rhein-Galerie Ludwigshafen, Stadtplatz mit Verlängerung und Ausbau der bestehenden Rheinpromenade, Gastronomie, Veranstaltungshalle im ersten Bauabschnitt) wieder an den Rhein gebracht. Investor des 220-Millionen-Euro-Projektes ist das Hamburger ECE Projektmanagement, welches das Einkaufszentrum auch betreibt. Die Neugestaltung des Zollhofs ist Teil des Stadtumbauprogramms „Heute für Morgen“.
Im Juni 2013 wurde Ludwigshafen von einem Rheinhochwasser heimgesucht, bei dem der Stadtpark auf der Parkinsel, die Rheinpromenade sowie der Stadtplatz an der Rhein-Galerie teilweise oder komplett überflutet wurden. Der Rhein erreichte einen Höchststand von 8,35 m. Der Stadtpark auf der Parkinsel stand bis zu zwei Meter unter Wasser.
Am 26. November und am 5. Dezember 2016 ereigneten sich zwei Anschlagsversuche auf dem Ludwigshafener Weihnachtsmarkt und am Rathausplatz. Ein 12-jähriger Junge, irakischer und deutscher Staatsbürgerschaft, versuchte mittels einer Nagelbombe und eines weiteren selbstgebauten Sprengsatzes einen Anschlag zu verüben. Wie die Polizei mitteilte, bestehe die Verbindung zur Terrororganisation Islamischer Staat; sie soll den Jungen über Messenger-Dienste zum Bau der Bomben angeleitet haben. Der Fall erregte internationales Aufsehen, denn noch nie war ein mutmaßlicher Attentäter so jung. Aufgrund seines Alters war dieser jedoch strafunmündig.

### Eingemeindungen

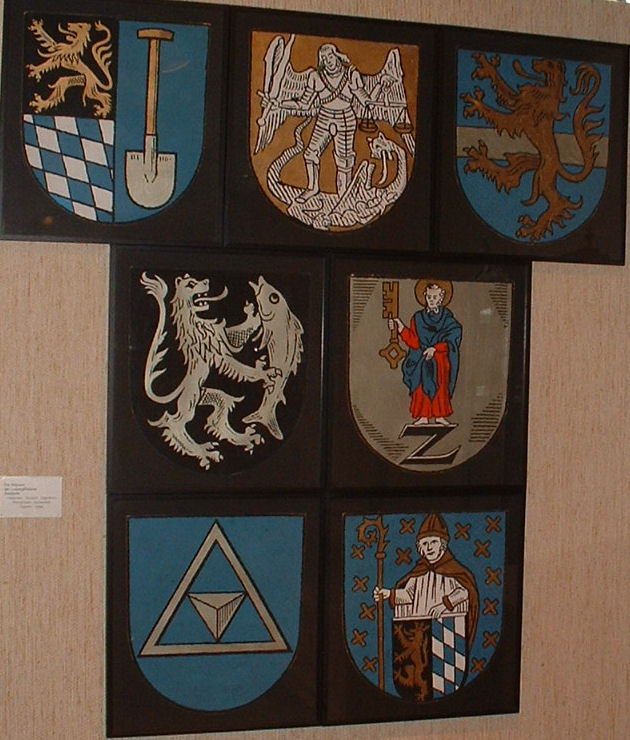
Wappen der Stadtteile:
Friesenheim – Maudach – Oggersheim
Rheingönheim – Mundenheim
Edigheim – Oppau

In die Stadt Ludwigshafen am Rhein wurde eine Reihe ehemals selbständiger Städte und Gemeinden eingegliedert:
| Datum            | Eingemeindeter Ort                                             | Zuwachs |
| ---------------- | -------------------------------------------------------------- | ------- |
| 1. Januar 1892   | Gemeinde Friesenheim                                           | 772 ha  |
| 1. Dezember 1899 | Gemeinde Mundenheim                                            | 1027 ha |
| 1. April 1938    | Stadt Oppau (mit dem am 1. April 1929 eingemeindeten Edigheim) | 1677 ha |
| 1. April 1938    | Stadt Oggersheim                                               | 1087 ha |
| 1. April 1938    | Gemeinde Maudach                                               | 787 ha  |
| 1. April 1938    | Gemeinde Rheingönheim                                          | 1172 ha |
| 16. März 1974    | Gemeinde Ruchheim                                              | 961 ha  |

Bei Gründung der Gemeinde Ludwigshafen 1853 umfasste das Gemeindegebiet lediglich 366 ha.

### Einwohnerentwicklung

Einwohnerentwicklung Ludwigshafens 1843–2018

1888 hatte Ludwigshafen 25.000 Einwohner, bis 1899 verdoppelte sich diese Zahl auf mehr als 50.000. Die Einwohnerzahl der Stadt überschritt 1921 die Grenze von 100.000, wodurch sie zur Großstadt wurde. 1965 erreichte die Bevölkerungszahl mit rund 180.000 ihren historischen Höchststand. Am 31. Dezember 2006 betrug die „Amtliche Einwohnerzahl“ für Ludwigshafen nach Fortschreibung des Statistischen Landesamtes Rheinland-Pfalz 163.560 (nur Hauptwohnsitze und nach Abgleich mit den anderen Landesämtern). Der Ausländeranteil lag bei 21,1 %.
Zum 31. Dezember 2021 hatte Ludwigshafen nach Fortschreibung des Statistischen Landesamtes 172.145 Einwohner. Sie belegte damit nach Einwohnerzahl Platz 45 in der Liste der Großstädte in Deutschland; Nachbarplätze belegen z. B. Mülheim an der Ruhr, Hamm, Oldenburg und Osnabrück.
| Ludwigshafen: Einwohnerzahlen von 2012 bis 2024 | Ludwigshafen: Einwohnerzahlen von 2012 bis 2024 | Ludwigshafen: Einwohnerzahlen von 2012 bis 2024 | Ludwigshafen: Einwohnerzahlen von 2012 bis 2024 | Ludwigshafen: Einwohnerzahlen von 2012 bis 2024 |
| ----------------------------------------------- | ----------------------------------------------- | ----------------------------------------------- | ----------------------------------------------- | ----------------------------------------------- |
| Jahr                                            |                                                 |                                                 |                                                 | Einwohner                                       |
| 2012                                            | 2012                                            |                                                 | 160.179                                         | 160.179                                         |
| 2015                                            | 2015                                            |                                                 | 164.718                                         | 164.718                                         |
| 2020                                            | 2020                                            |                                                 | 172.557                                         | 172.557                                         |
| 2024                                            | 2024                                            |                                                 | 177.222                                         | 177.222                                         |
| Quelle(n): statistik.rlp.de                     |                                                 |                                                 |                                                 |                                                 |

## Religion

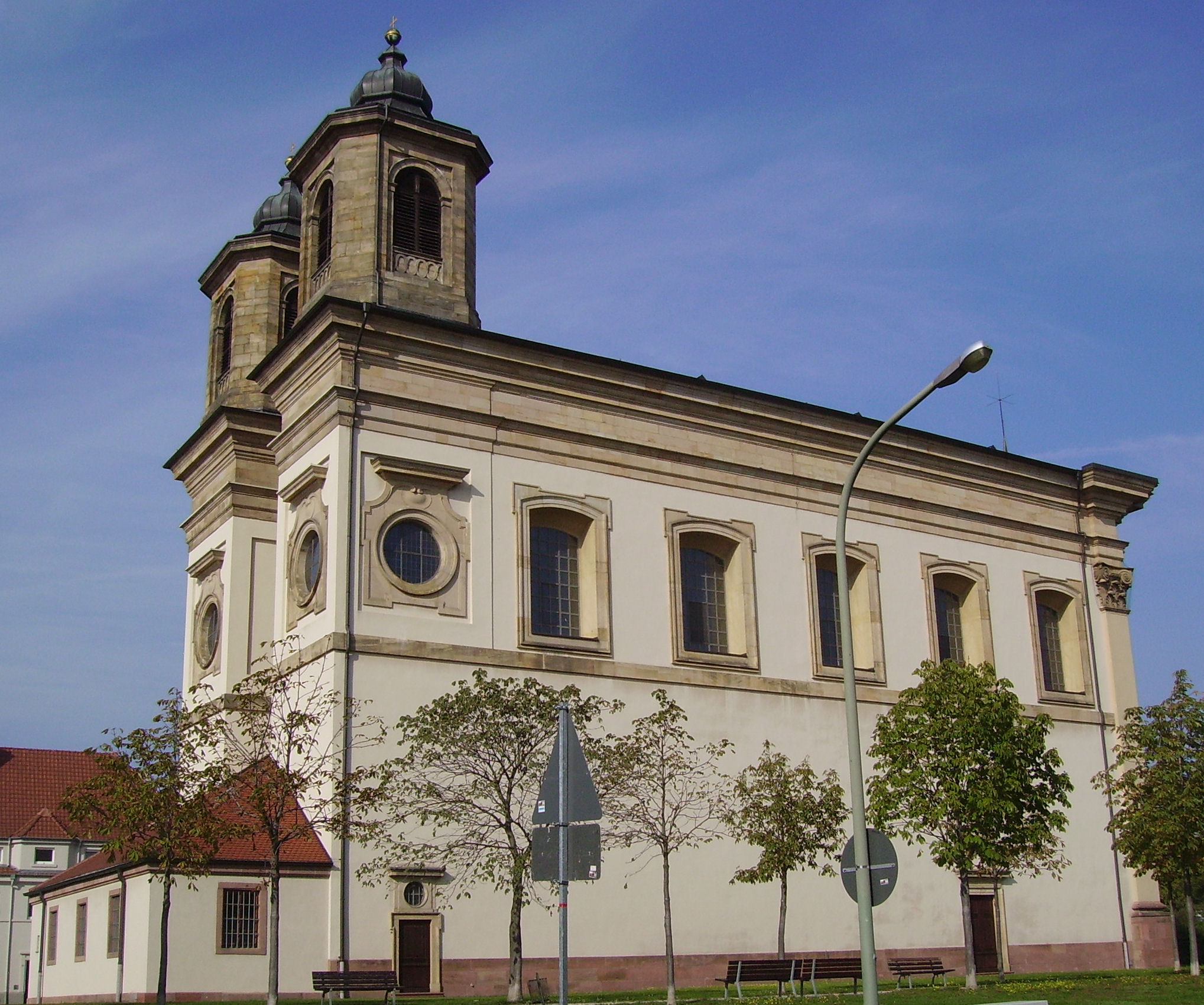
Wallfahrtskirche

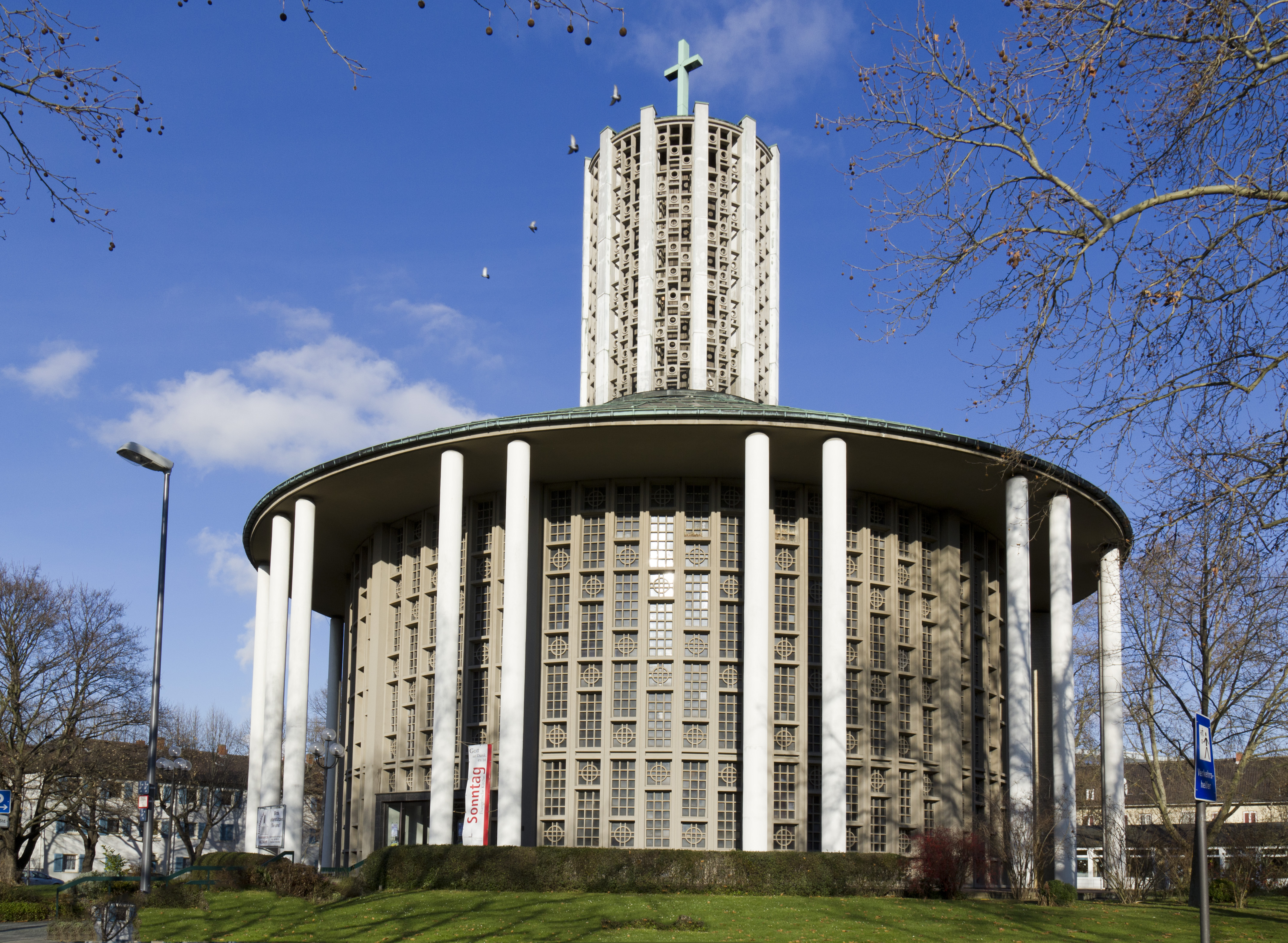
Friedenskirche

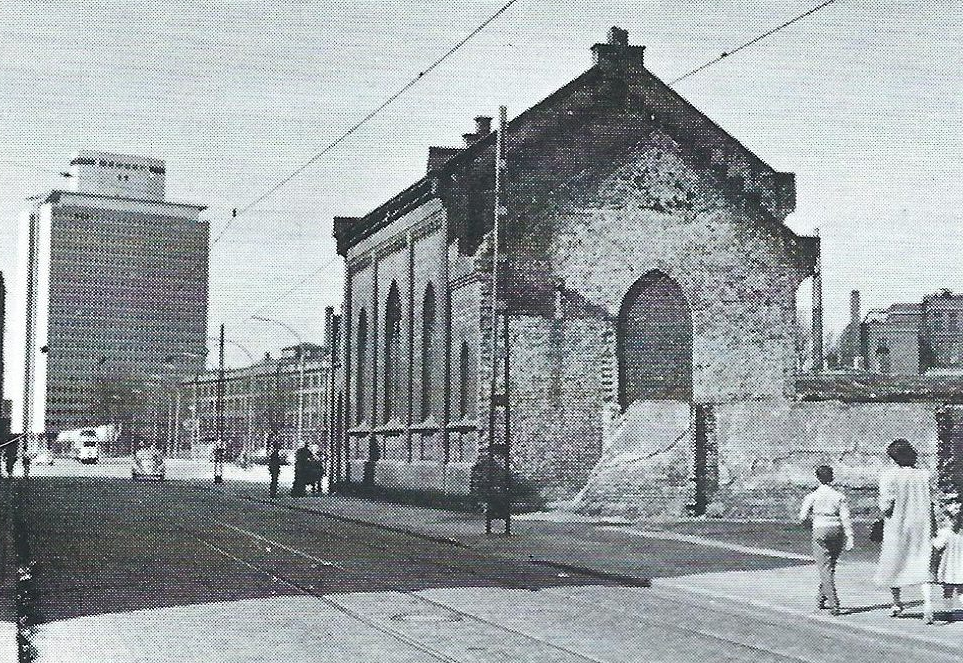
Die frühere Ludwigshafener Mennonitenkirche kurze Zeit vor ihrem Abriss

### Konfessionsstatistik
Gemäß dem Zensus 2011 waren 28,5 % der Einwohner römisch-katholisch  26,5 % evangelisch und 45,0 % waren konfessionslos, gehörten einer anderen Glaubensgemeinschaft an oder machten keine Angabe. Die Zahl der Protestanten und Katholiken ist seitdem beträchtlich gesunken, die Zahl der Einwohner mit sonstiger Konfession oder ohne Konfession nimmt jährlich zu.
Ende Juni 2025 hatten 20,0 % der Einwohner die katholische Konfession und 15,0 % die evangelische. 65,0 % gehörten entweder einer sonstigen Glaubensgemeinschaft an oder waren konfessionsfrei. In Ludwigshafen stellt die Gruppe derjenigen die Mehrheit, die einer sonstigen oder keiner öffentlich-rechtlichen Glaubensgemeinschaft angehört.
2011 waren 13,2 % der Einwohner Muslime.

### Geschichte
Das Gebiet der Stadt Ludwigshafen gehörte zur Kurpfalz und war damit ein überwiegend evangelisches Gebiet. Doch zogen schon kurz nach Gründung der Gemeinde auch römisch-katholische Bewohner zu, so dass beide Konfessionen relativ ausgewogen vertreten waren.
Die evangelischen Bewohner gehörten anfangs zu den Kirchengemeinden Oggersheim beziehungsweise Frankenthal (Pfalz), bevor sie 1862 ihre erste eigenständige Kirchengemeinde erhielten. 1913 wurde das evangelische Dekanat Ludwigshafen innerhalb der Evangelischen Kirche der Pfalz (Protestantische Landeskirche) gegründet, zu dem alle evangelischen Kirchengemeinden der Stadt gehören, es sei denn, sie sind Glieder einer Freikirche.
Seit 1702 gibt es eine Mennonitengemeinde, zunächst in Friesenheim. Nach dem Zweiten Weltkrieg wurde die bisherige mennonitische Kirche im Zuge von Straßenbaumaßnahmen abgerissen und das heutige Gebäude in der Innenstadt zur Verfügung gestellt. Die Gemeinderäume befinden sich hinter einem Wohngebäude.
Die römisch-katholischen Bewohner gehörten anfangs zu den Pfarreien Friesenheim, Mundenheim und Oppau, bevor sie 1857 ihre erste eigenständige Pfarrei erhielten. Um 1913 entstand das katholische Stadtdekanat Ludwigshafen innerhalb der Diözese Speyer, zu der alle katholischen Pfarrgemeinden der Stadt gehören.
1891 gründete Joseph Queva, nach dem wegen seines Einsatzes in Gewerkschaft und Politik ein Platz in Oggersheim benannt wurde, in Ludwigshafen eine freireligiöse Gemeinde. 1926 erhielt die Gemeinde die Körperschaftsrechte. Vom nationalsozialistischen Regime wurde sie am 5. April 1933 verboten. 1946 konnte sie wiedergegründet werden. Seit 1952 hat sie einen Feierraum und ihre Geschäftsstelle im Johannes-Ronge-Haus. Dort hat auch die Freireligiöse Landesgemeinde Pfalz, K.d.ö.R., ihren Sitz.
Eine eigenständige jüdische Gemeinde bestand bis zur „Wagner-Bürckel-Aktion“ 1940. Der Landesverband der Jüdischen Gemeinden von Rheinland-Pfalz betreibt in Ludwigshafen ein Gemeindehaus.
Durch Einwanderer kamen in der Zeit seit dem Zweiten Weltkrieg auch andere Religionen – vor allem der Islam – hinzu. Es gibt zwölf Moscheen in Ludwigshafen (Stand: Januar 2018).

## Politik

### Stadtrat
Der Stadtrat von Ludwigshafen am Rhein besteht aus 60 ehrenamtlichen Ratsmitgliedern, die bei der Kommunalwahl am 9. Juni 2024 in einer personalisierten Verhältniswahl gewählt wurden, und der hauptamtlichen Oberbürgermeisterin als Vorsitzender. Das Ergebnis der Kommunalwahl 2024 wird in den Diagrammen dargestellt.
Wegen der Besonderheiten des rheinland-pfälzischen Wahlsystems bei den Kommunalwahlen (personalisierte Verhältniswahl) sind die angegebenen prozentualen Stimmanteile als gewichtete Ergebnisse ausgewiesen, die das Wahlverhalten nur rechnerisch wiedergeben.
| Wahl des Ludwigshafener Stadtrats 2024in Prozent %3020100 27,422,119,99,16,15,93,72,33,5 CDUSPDAfDGrüneFWGBSWFDPLinkeSonst.Gewinne und Verlusteim Vergleich zu 2019 %p 8 6 4 2 0 −2 −4 −6 −8+3,1−3,9+6,4−7,5+0,4+5,9−2,0−2,2−0,2CDUSPDAfDGrüneFWGBSWFDPLinkeSonst. | Sitzverteilung im Ludwigshafener Stadtrat 2024Insgesamt 60 Sitze - Linke: 1 - BSW: 4 - Piraten: 1 - SPD: 13 - Grüne: 5 - FWG: 4 - FDP: 2 - BIG: 1 - CDU: 17 - AfD: 12 |

Die Parteien und Wählergruppen erzielten bei den vergangenen Kommunalwahlen folgende Ergebnisse:

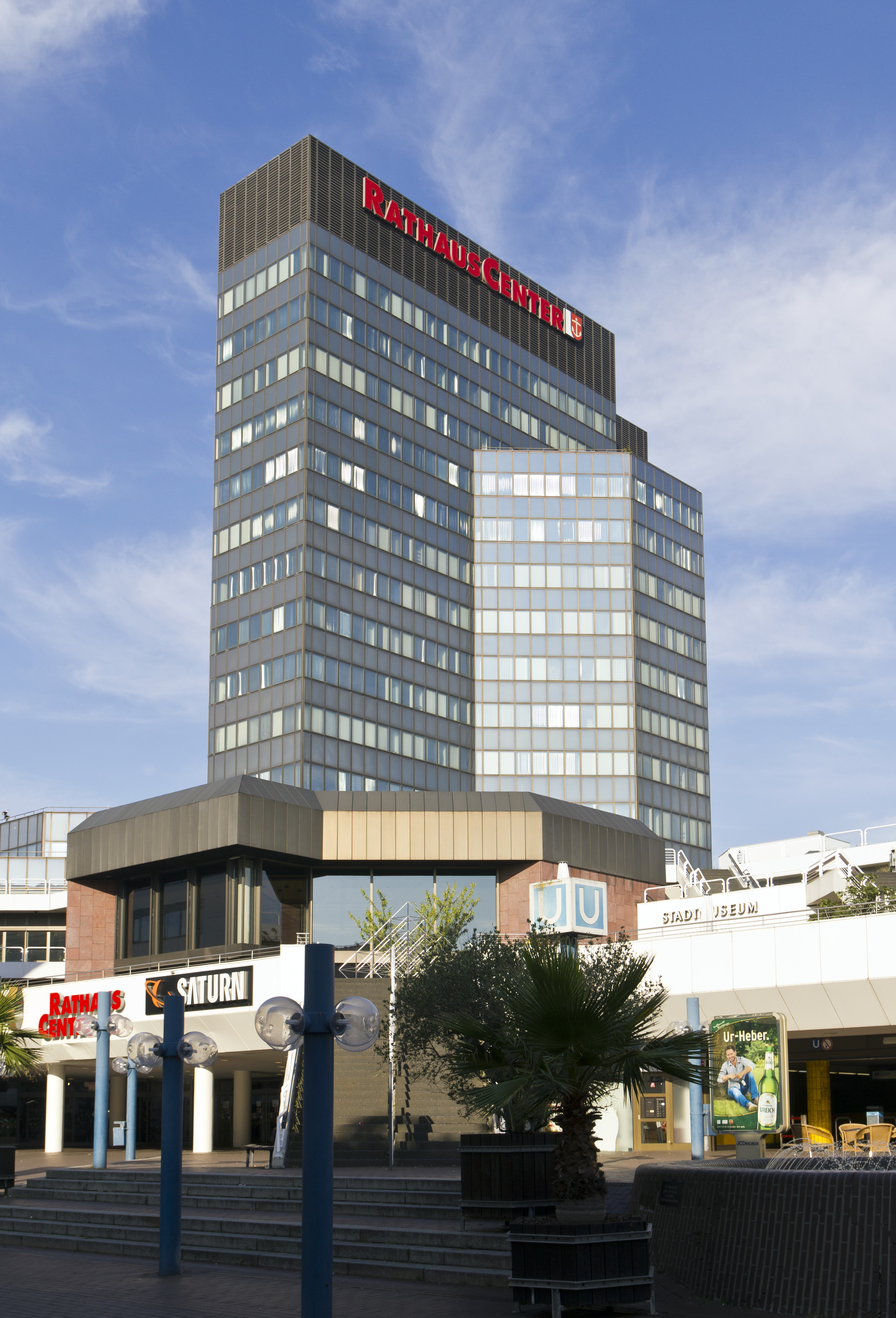
Rathaus-Center

| Parteien und Wählergruppen | % 2024 | Sitze 2024 | % 2019 | Sitze 2019 | % 2014 | Sitze 2014 |
| -------------------------- | ------ | ---------- | ------ | ---------- | ------ | ---------- |
| CDU                        | 27,4   | 17         | 24,3   | 15         | 33,0   | 20         |
| SPD                        | 22,1   | 13         | 26,0   | 16         | 34,5   | 21         |
| AfD                        | 19,9   | 12         | 13,5   | 8          | 8,0    | 5          |
| GRÜNE                      | 9,1    | 5          | 16,6   | 10         | 8,9    | 5          |
| FWG                        | 6,1    | 4          | 5,7    | 3          | 4,1    | 2          |
| BSW                        | 5,9    | 4          | —      | —          | —      | —          |
| FDP                        | 3,7    | 2          | 5,7    | 3          | 3,7    | 2          |
| LINKE                      | 2,3    | 1          | 4,5    | 3          | 4,0    | 2          |
| BIG                        | 1,9    | 1          | 1,2    | 1          | —      | —          |
| PIRATEN                    | 1,6    | 1          | 1,5    | 1          | 0,8    | 1          |
| Sonstige                   | —      | —          | 1,0    | 0          | 3,0    | 2          |
| Gesamt                     | 100 %  | 60         | 100 %  | 60         | 100 %  | 60         |
| Wahlbeteiligung            | 47,1 % | 47,1 %     | 46,4 % | 46,4 %     | 40,7 % | 40,7 %     |

### Stadtoberhäupter / Stadtvorstand
An der Spitze der Gemeinde (beziehungsweise Stadt) Ludwigshafen stand seit Gründung der Kommune 1853 ein ehrenamtlicher, ab 1896 ein hauptamtlicher Bürgermeister, der ab 1920 den Titel Oberbürgermeister erhielt.

#### Gemeinde- und Stadtoberhäupter

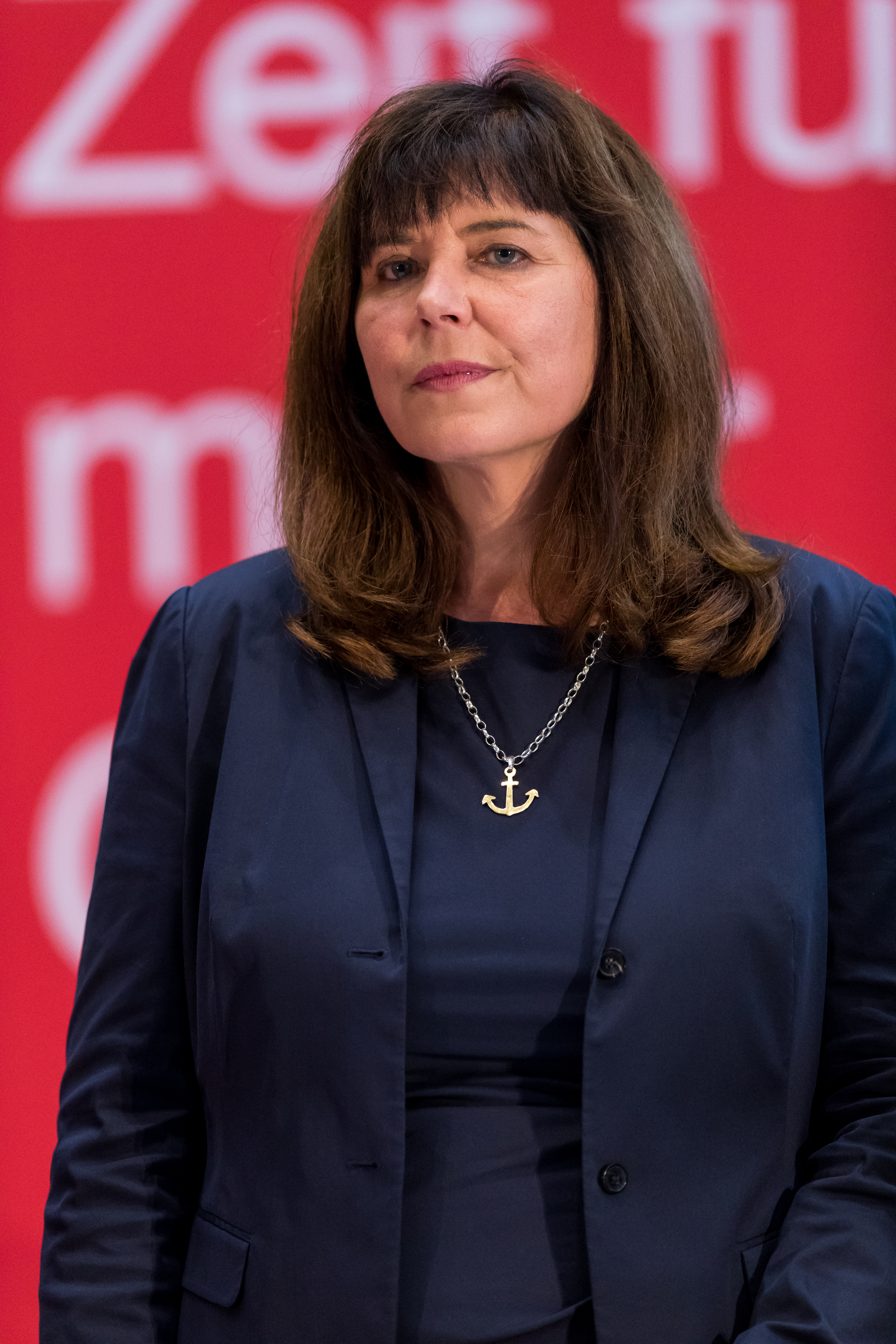
Oberbürgermeisterin Jutta Steinruck

- 1853–1862: Heinrich Wilhelm Lichtenberger
- 1863–1868: Carl Huß
- 1868–1872: Joseph Hoffmann
- 1872–1889: Georg Kutterer
- 1890–1891: Wendelin Hoffmann jun.
- 1891–1896: Carl Grünzweig
- 1896–1920: Friedrich Krafft
- 1920–1930: Christian Weiß
- 1931–1937: Fritz Ecarius
- 1937–1941: Erich Stolleis (NSDAP)
- 1941–1942: Franz Schubert, kommissarisch
- 1942–1943: Ludwig Holzer, kommissarisch
- 1943–1945: Hans Horn, kommissarisch
- 194500000: Otto Stabel, kommissarisch
- 194500000: Hans Hoffmann (SPD)
- 1945–1955: Valentin Bauer (SPD)
- 1955–1957: Werner Bockelmann (SPD)
- 1957–1965: Hans Klüber (SPD)
- 1965–1993: Werner Ludwig (SPD)
- 1993–2001: Wolfgang Schulte (SPD)
- 2001–2017: Eva Lohse (CDU)
- 2018–0000: Jutta Steinruck (parteilos, bis 2023 SPD)

#### Stadtvorstand
Der Stadtvorstand setzt sich aus der Oberbürgermeisterin und den vier Dezernenten – zurzeit eine Bürgermeisterin und drei Beigeordnete – zusammen. Hier vollzieht sich die interne Willensbildung der Verwaltung. Die Dezernenten werden vom Stadtrat für die Dauer von acht Jahren gewählt.

### Wappen

Ehemaliges Wappen von 1900

Das Wappen der Stadt Ludwigshafen zeigt in Rot einen gesenkten goldenen Anker. Die Stadtfarben sind Rot-Gelb-Rot.
Der Anker als Symbol der Schifffahrt soll die Stadt am Rheinhafen versinnbildlichen. Das heutige Wappen wurde am 14. September 1937 vom Reichsstatthalter in Bayern genehmigt. Der Anker war auch im ersten Wappen der Stadt von 1853 abgebildet. Mit der Eingemeindung von Nachbarorten veränderte sich auch das Wappen, und zwar 1895 und dann erneut 1900. Die damaligen Wappen zeigten einen vierteiligen Wappenschild mit Anker, Rauten und Spaten beziehungsweise Anker, Rauten, Spaten und Schlüssel. 1937 reduzierte man das Wappenbild wieder auf den Anker allein. Die Stadtfarben, die sich üblicherweise von den Wappenfarben ableiten, wurden erst 1895 offiziell genehmigt.

### Städtepartnerschaften
- Pasadena (Vereinigte Staaten), seit 1948
- Lorient (Frankreich), seit 1963
- London Borough of Havering (Vereinigtes Königreich), seit 1971
- Sumqayıt (Aserbaidschan), seit 1987
- Dessau-Roßlau (bis zum 30. Juni 2007 Dessau) (Deutschland), seit 1988
- Antwerpen (Belgien), seit 1999
- Gaziantep (Türkei), seit 2012[26]
- Swjahel (Ukraine), am 12. Dezember 2022 vom Stadtrat beschlossen[27]

Ludwigshafen-Oppau ist seit 1998 mit Breuil-le-Sec (Frankreich) verbunden.

## Wirtschaft und Infrastruktur
Im Jahre 2016 erbrachte Ludwigshafen, innerhalb der Stadtgrenzen, ein Bruttoinlandsprodukt (BIP) von 13,546 Milliarden € und belegte damit Platz 26 innerhalb der Rangliste der deutschen Städte nach Wirtschaftsleistung und den ersten Platz in Rheinland-Pfalz. Das BIP pro Kopf lag im selben Jahr bei 81.765 € (Rheinland-Pfalz: 34.118 €, Deutschland 38.180 €) und ist damit das neunthöchste unter allen kreisfreien Städten in Deutschland. Das BIP je Erwerbsperson beträgt 107.198 €, womit Ludwigshafen die Stadt mit der dritthöchsten Arbeitnehmerproduktivität ist. In der Stadt waren 2016 ca. 126.400 Erwerbstätige beschäftigt. Die Arbeitslosenquote lag im Januar 2020 allerdings bei 8,9 % und damit deutlich über dem Durchschnitt von Rheinland-Pfalz von 4,7 %.
Ludwigshafen ist die Großstadt in Deutschland, die mit 68,7 % aller Beschäftigten den höchsten Anteil an Einpendlern hat.
Im Zukunftsatlas 2016 belegte die kreisfreie Stadt Ludwigshafen Platz 187 von 402 Landkreisen, Kommunalverbänden und kreisfreien Städten in Deutschland und zählt damit zu den Orten mit „ausgeglichenem Chancen-Risiko Mix“ für die Zukunft.

### Chemische Industrie

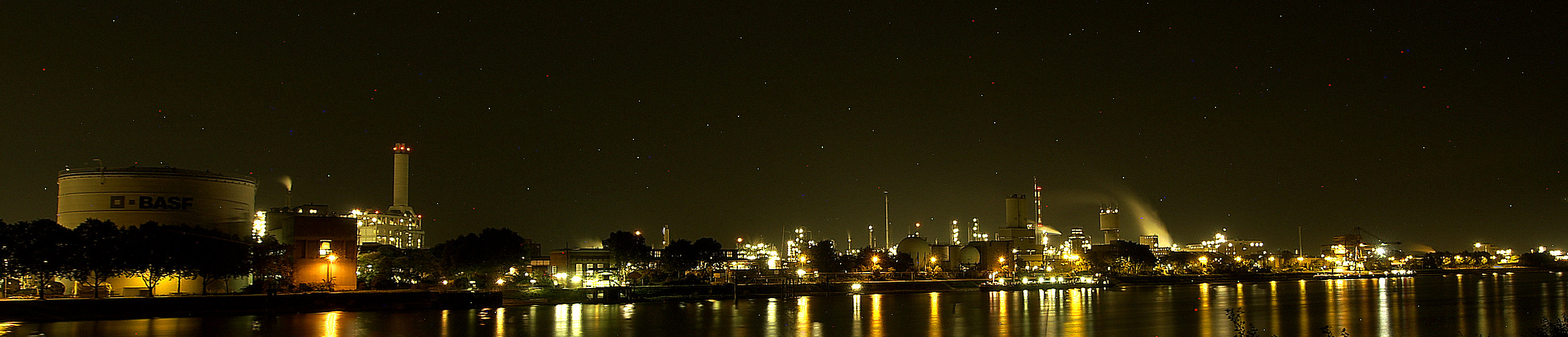
Blick auf die BASF von Mannheim aus

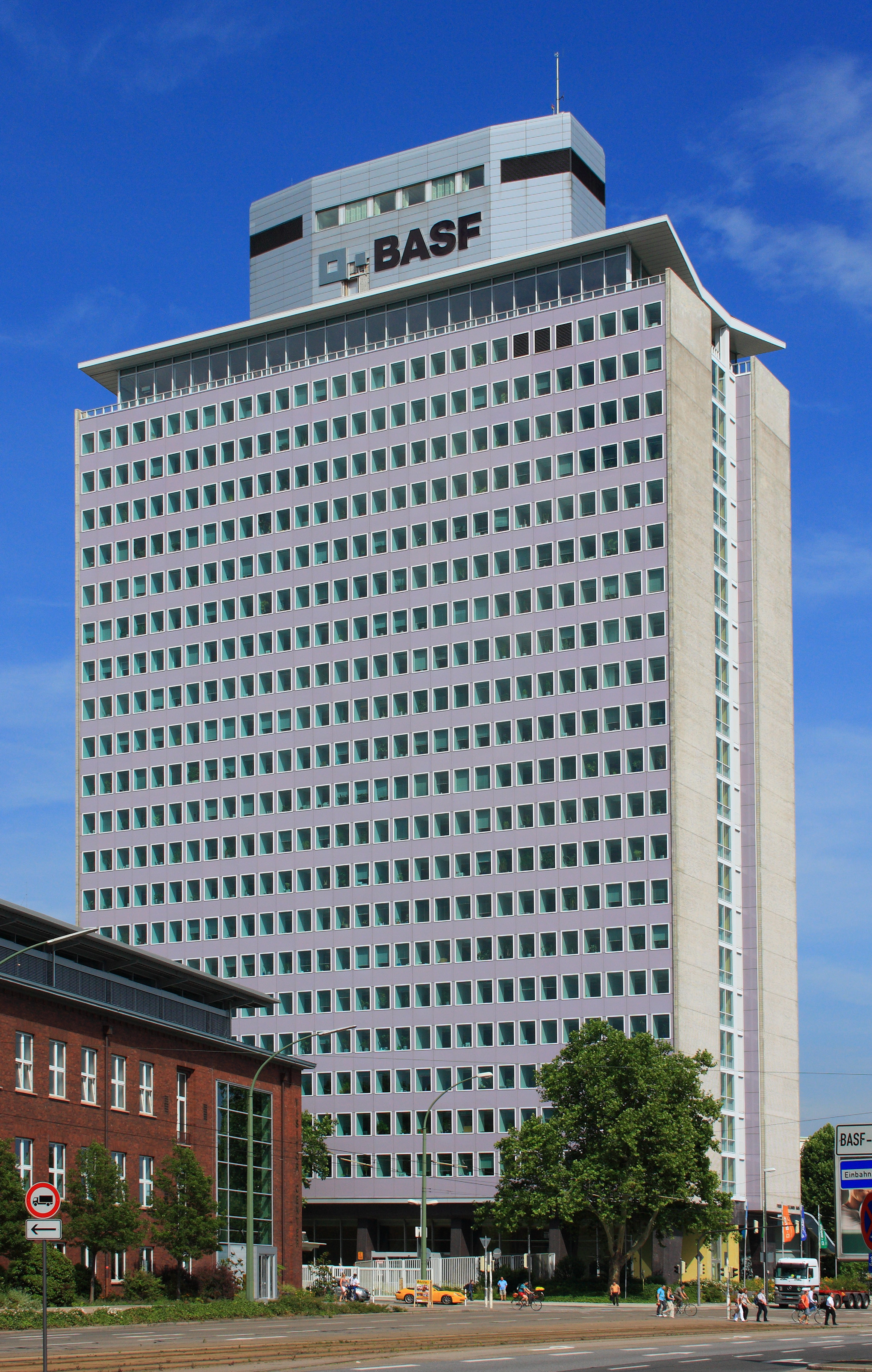
BASF-Hochhaus (2013/14 abgerissen)

In Ludwigshafen befindet sich der Stammsitz der BASF, die hier den größten zusammenhängenden Chemiestandort der Welt betreibt – gegliedert in mehr als 300 Einzelbetriebe. Im Umfeld der BASF und durch Ausgründungen haben sich weitere Chemieunternehmen wie beispielsweise die DyStar GmbH & Co. KG, die Woellner GmbH & Co. KG und Raschig angesiedelt. Die Abbott GmbH entstand aus der Knoll AG (ehemaliger Firmenname: Knoll A.-G. Chemische Fabriken), der früheren Pharmasparte der BASF.

### Ansässige Unternehmen
- AbbVie
- BASF SE[34]
- BASF IT Services[35]
- Bäcker Görtz GmbH
- DHL Logistics GmbH[36]
- DyStar GmbH & Co Deutschland KG[37]
- GAG Ludwigshafen
- Joseph Vögele AG[38]
- Medien Union GmbH Ludwigshafen[39]
- Pfalzwerke AG[40]
- Planex Technik in Textil GmbH[41]
- Privatbrauerei Gebr. Mayer[42]
- Radio RPR GmbH & Co. KG[43]
- Raschig GmbH[44]
- Saint Gobain G+H Isover AG[45]
- Sparkasse Vorderpfalz
- Technische Werke Ludwigshafen AG
- Triport GmbH[46]
- Rhein-Neckar-Verkehr GmbH[47]

### Verkehr

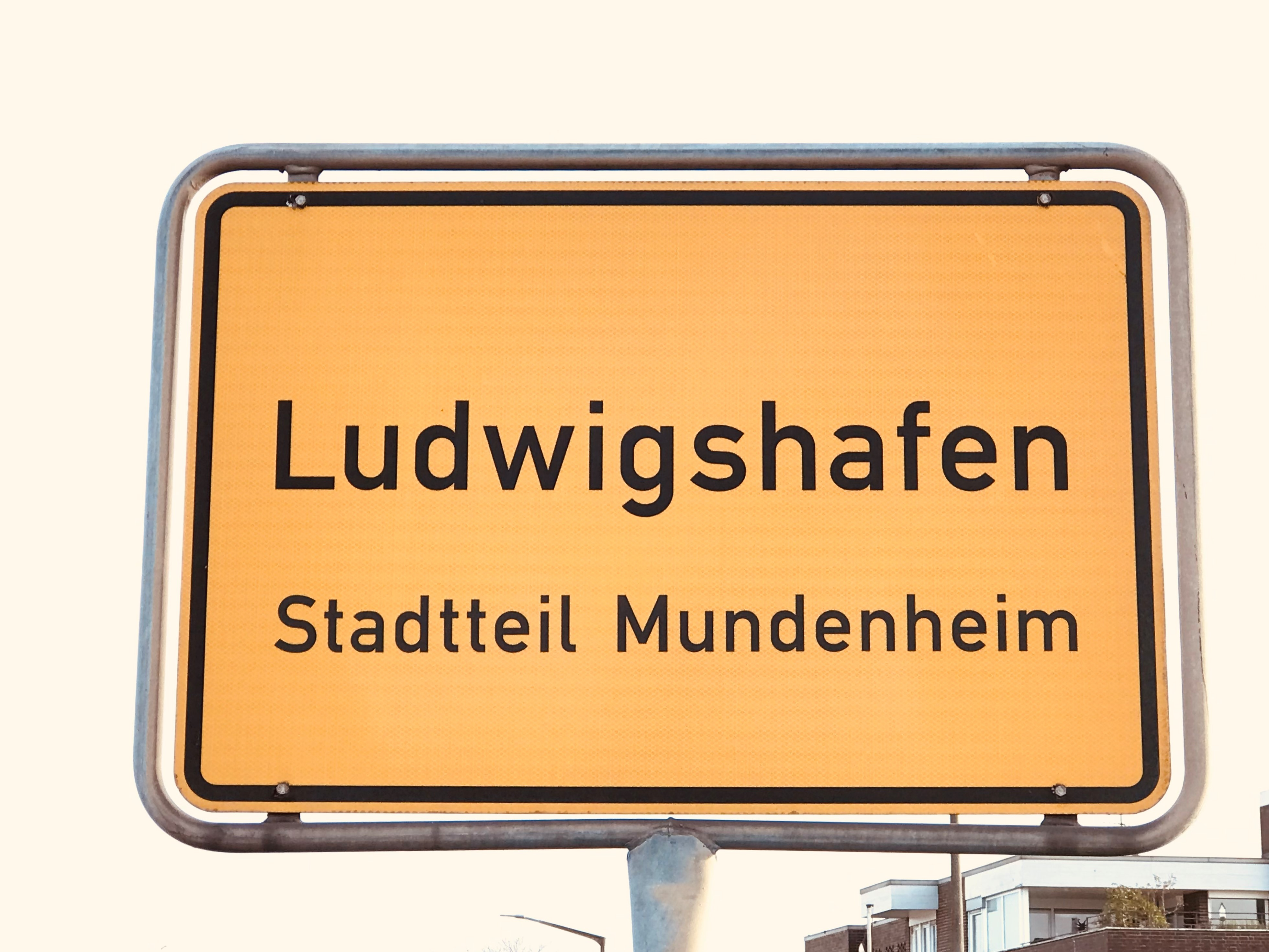
Ludwigshafener Ortseingangsschild

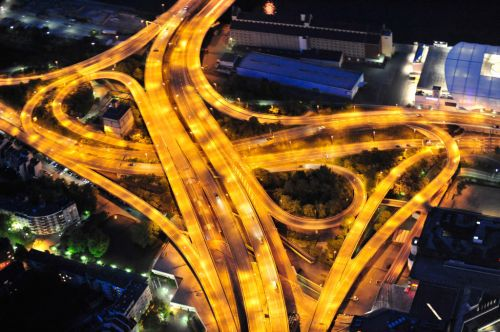
Nachtluftbild vom Verlauf der B 44 an der Rampe zur Kurt-Schumacher-Brücke am Ludwigshafener Rheinufer.

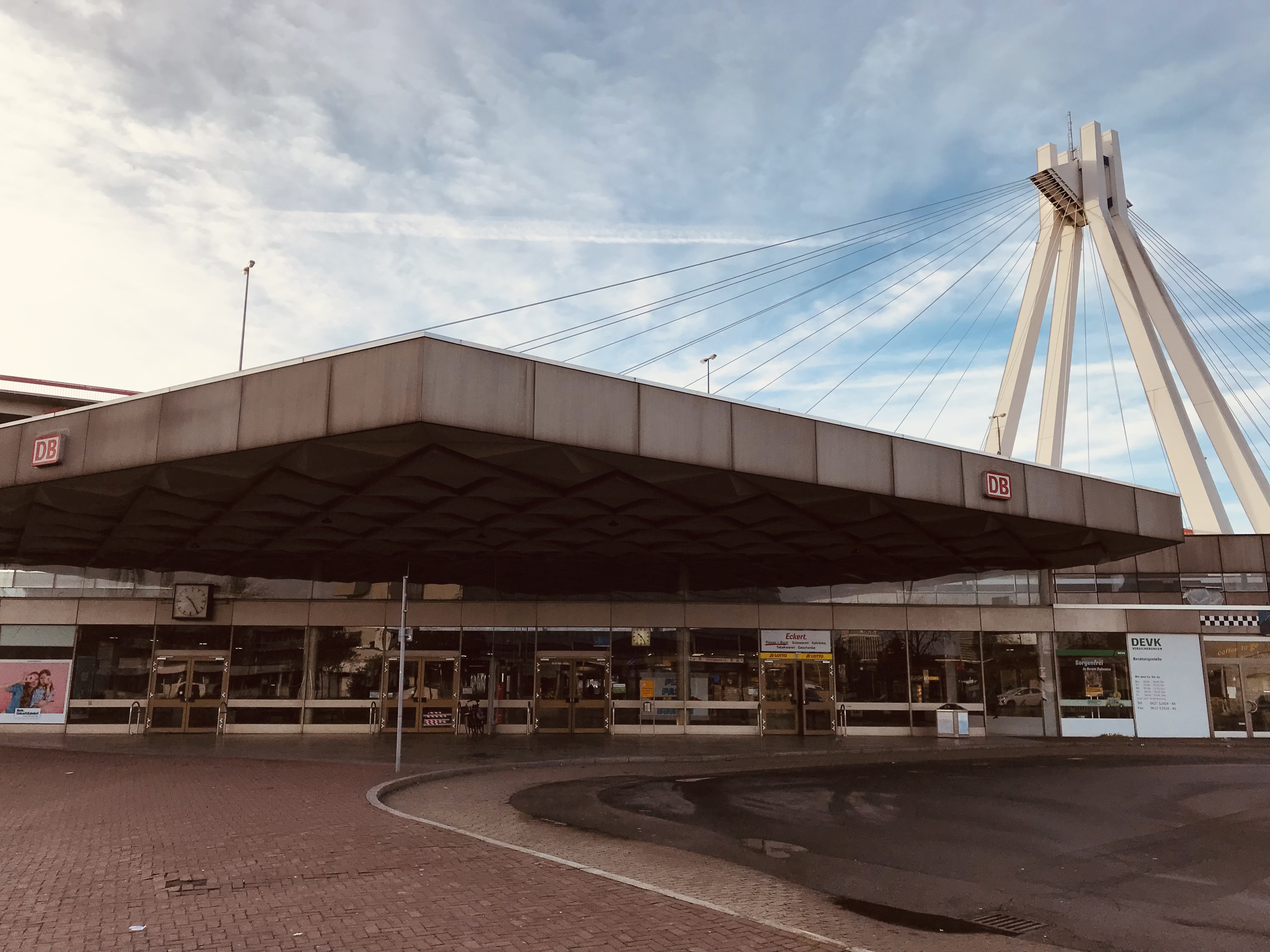
Hauptbahnhof Ludwigshafen

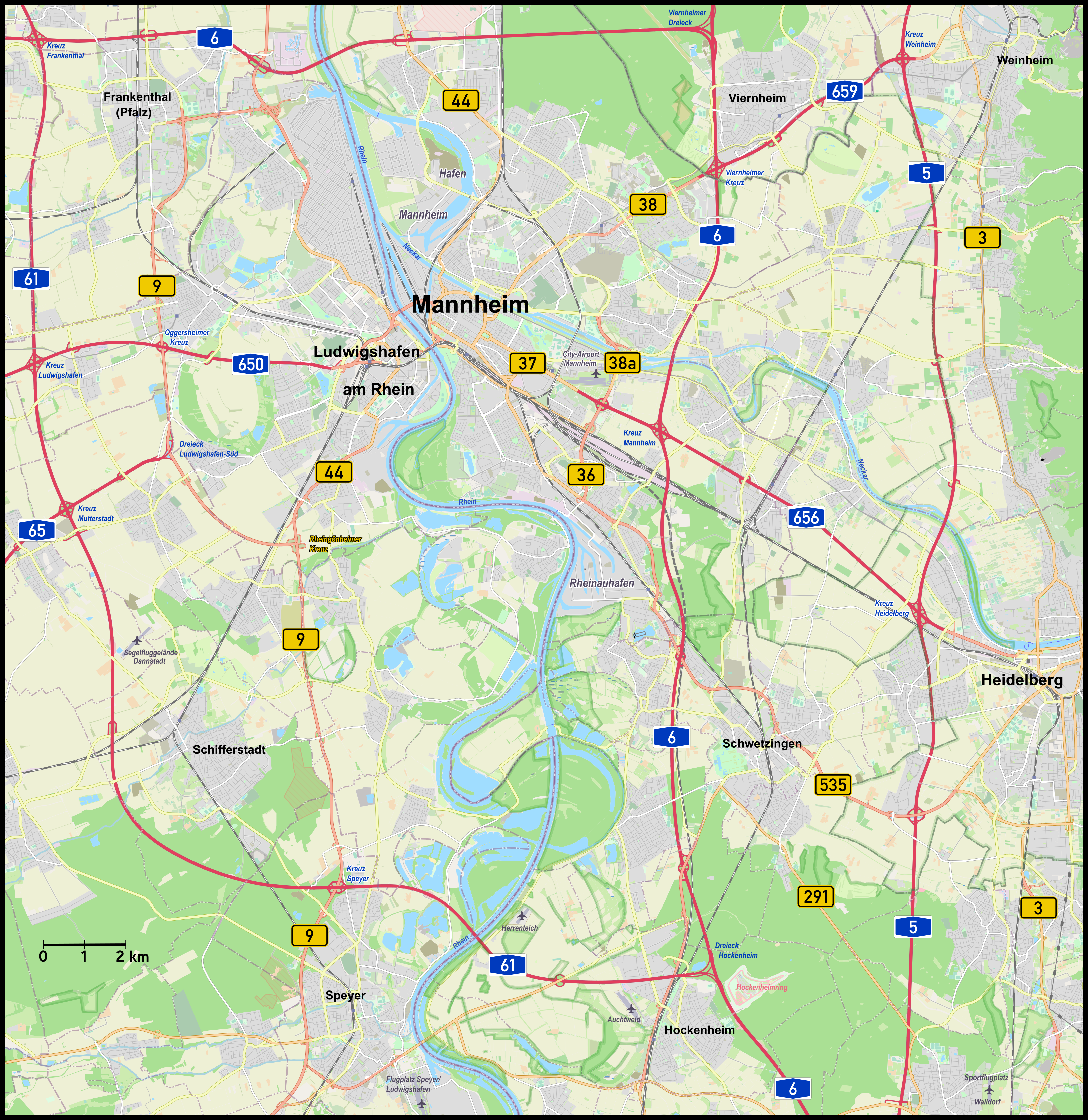
Straßennetz um Ludwigshafen und Mannheim

#### Straßenverkehr
Durch das nördliche Stadtgebiet führt die Bundesautobahn 6 Saarbrücken–Nürnberg. Im Westen der Stadt führt die Bundesautobahn 61 Speyer–Koblenz vorbei. Ferner beginnen hier die A 65 (Ersatz für die B 38) in Richtung Neustadt an der Weinstraße und die A 650 in Richtung Bad Dürkheim. Folgende Bundesstraßen führen durch das Stadtgebiet: von Süden nach Norden die B 9, in Richtung Westen die B 37 nach Bad Dürkheim und in Richtung Süden die B 44.

#### Eisenbahn
Der ungewöhnlich gebaute Hauptbahnhof (Kombination aus Keil- und Turmbahnhof), 1969 als „modernster Bahnhof Europas“ eingeweiht und westlich der Innenstadt gelegen, ist seit Dezember 2003 nicht mehr der meistfrequentierte Bahnhof der Stadt, dies ist nunmehr der wesentlich zentraler gelegene Bahnhof Ludwigshafen (Rhein) Mitte. Beide Bahnhöfe sind an den Regionalverkehr und die S-Bahn RheinNeckar angeschlossen. Da es nur eine sporadische Anbindung an den Fernverkehr in Ludwigshafen selbst gibt, stehen beide Bahnhöfe im Schatten des weniger als einen Kilometer vom Ludwigshafener Rheinufer entfernten überregionalen Fernverkehrsknotens Mannheim Hauptbahnhof, der für die ganze Stadtregion und damit auch für Ludwigshafen den wichtigsten Zugang zum Schienenpersonenfernverkehr darstellt.
Stadtteilbahnhöfe gibt es in Oggersheim, Mundenheim und Rheingönheim sowie drei Werksbahnhöfe (BASF-Süd, BASF-Mitte, BASF-Nord) auf dem Gelände der BASF.
Seit 14. Dezember 2003 erschließt die S-Bahn RheinNeckar den gesamten Rhein-Neckar-Raum mit Linien, die bis ins Saarland, den Odenwald und nach Südhessen führen.

#### ÖPNV
Den öffentlichen Personennahverkehr in Ludwigshafen versorgen neben der S-Bahn mehrere Straßenbahn- und Buslinien der RNV. Alle öffentlichen Verkehrsmittel sind zu einheitlichen Preisen innerhalb des Verkehrsverbunds Rhein-Neckar (VRN) zu benutzen. Ludwigshafen hat 23 Buslinien, wobei 5 Linien Nachtbuslinien sind, (70, 71, 72, 73, 74, 75, 76, 77, 78, 79, 80, 83, 84, 85, 86, 87, 88, 89, 90, 94, 95, 96, 97) und 8 Stadtbahnlinien, die teilweise auch als Eisenbahn betrieben werden (4 (EBO), 4A (EBO), 6, 6A, 7, 8, 9 (EBO), 10).
In den 1970er Jahren plante man den Bau des U-Bahn-Netzes Mannheim-Ludwigshafen, das jedoch aus Kostengründen nie vollendet wurde. Die meisten der bis dahin gebauten U-Bahn-Stationen werden von normalen Straßenbahnen bedient. Die Bahnsteighöhe beträgt 35 cm, geplant waren 80–90 cm hohe Bahnsteige und 80 m lange U-Bahn-Stationen. Unterirdische und Hochbahn-Stationen sind: Hauptbahnhof, LU Rathaus B-Ebene, Hemshofstraße und Gartenstraße. Die unterirdischen Stationen LU Rathaus C-Ebene, Danziger Platz und Ostausgang Hauptbahnhof wurden mit der Einstellung der Stadtbahnlinie 12 im Dezember 2008 geschlossen. Zuletzt waren sie nur noch in der werktäglichen Hauptverkehrszeit bedient worden.

#### Wasserstraße
Mit dem Rheinhafen verfügt die Stadt über den größten und leistungsstärksten Hafen in Rheinland-Pfalz. Mit einem Güterumschlag von 7,1 Mio. Tonnen im Jahr 2005 ist er einer der bedeutendsten Binnenhäfen der Bundesrepublik.

#### Luftverkehr
In bzw. um Ludwigshafen ist kein unmittelbar gelegener internationaler Flughafen vorhanden. Der nächstgelegene größere internationale Flughafen ist der 65 Kilometer entfernte Flughafen Frankfurt Main, welcher über Autobahn bzw. Schienenverkehr erreichbar ist. Nahgelegenere kleinere Flugplätze sind unter anderem der Flugplatz Mannheim auf der anderen Rheinseite oder auch der südlich von Ludwigshafen gelegene Flugplatz Speyer. Außerdem gibt es noch den (Segel-)Flugplatz Ludwigshafen-Dannstadt.

### Veranstaltungen
Für Veranstaltungen der Stadt Ludwigshafen ist die Ludwigshafener Kongress- und Marketing-Gesellschaft mbH (Lukom) verantwortlich, häufig in Zusammenarbeit mit dem Marketing-Verein Ludwigshafen e. V.
Der Marketing-Verein wurde am 15. Juli 1998 als konsequente Weiterführung eines integrierten Stadtmarketing-Prozesses gegründet. Er ist ein Zusammenschluss von Vertretern zahlreicher Institutionen und von interessierten Bürgern der Stadt Ludwigshafen. Mittlerweile hat der Marketing-Verein 161 Mitglieder, davon 69 Einzelpersonen, 92 Firmen und Verbände. Die Zusammensetzung des Vorstandes und der Mitglieder zeigt die breite Akzeptanz und die Unterstützung durch die Institutionen. Vorsitzende des Vereins ist Oberbürgermeisterin Jutta Steinruck, Michael Cordier ist Geschäftsführer.
Im Frühjahr 2018 wurde Ludwigshafen in der ARD-Sendung extra 3 zur hässlichsten Stadt Deutschlands gekürt. Seitdem bietet das Kulturbüro der Stadt mehrmals im Jahr Stadtführungen zu den schlimmsten Orten der Stadt unter dem Titel „Germany's Ugliest City Tours“ an.

#### Regelmäßige Veranstaltungen

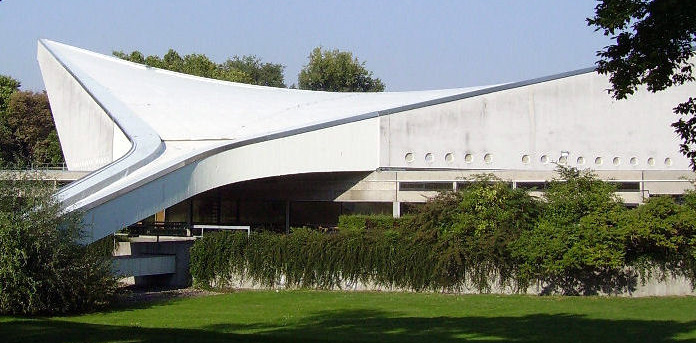
Eberthalle

- Januar: Ergo-Cup Rhein-Neckar (größter Indoor-Rowing Wettbewerb Süddeutschlands ausgerichtet vom Ludwigshafener Ruderverein)
- Februar: Fasnachtsumzug (jährlich im Wechsel mit Mannheim)
- Februar: Altweiberfasnacht (Eberthalle)

23. April: Welttag des Buches - SALuMa e. V. verschenkt in der Rheingalerie Bücher
- Mai: Hanami (Pfalzbau Ludwigshafen)
- Juni: Parkfest (seit 2022 Pfalzfest) (Ebertpark)
- Juni: Wahl zur Miss Ludwigshafen (Ebertpark)
- Juni/Juli: Ludwigshafener Stadtfest (Innenstadt)
- Juni/Juli: Sommernachtskonzerte des Carl-Bosch-Gymnasiums (Pfalzbau)
- Juli/August: Kultursommer Rheinland-Pfalz (Straßentheater)
- August: Luftsprung Kinderfest – Eine Stadt spielt (Innenstadt)
- August/September: Festival des deutschen Films Ludwigshafen am Rhein
- September: Sprungbrett LU (Friedrich-Ebert-Halle)
- Oktober: Friesenheimer Kerwe
- November: Strassenfasnacht (Lichtertor am Rathauscenter)
- November/Dezember: Weihnachtsmarkt (Berliner Platz)
- November/Dezember: Winterdorf (Platz der Deutschen Einheit)
- November/Dezember: Ludwigshafener Lichterzauber (Innenstadt)
- Sommer/Herbst: Aktion „Saubere Stadt“
- April – September: Skatenight Ludwigshafen (Start: Mittwoch 19:30 Uhr Berliner Platz, 14-täglich)

#### Regelmäßige Stadtteilfeste, Stadtteilkerwe
Zeitliche Abfolge im Kalenderjahr:
- Pfingstweide
- Hemshof
- Oggersheim-Notwende
- Mundenheim; Oppau
- Oggersheim; Edigheim
- Ruchheim
- Friesenheimer Eulekerwe
- Maudach
- Rheingönheim

### Medien
Ludwigshafen ist Sitz von Radio RPR, dem ältesten privaten Rundfunksender Südwestdeutschlands, und der Landeszentrale für Medien und Kommunikation Rheinland (LMK) Pfalz. Zudem betrieben hier der Jugendsender BigFM sowie der Offene Kanal ein Studio.
Der Südwestfunk und später der Südwestrundfunk betrieb in der Stadt das Studio Ludwigshafen. Das SWR-Studio Ludwigshafen besteht noch, es befindet sich inzwischen jedoch auf der anderen Rheinseite in Mannheim, in einer Studiogemeinschaft mit dem SWR-Studio Mannheim.
In Ludwigshafen spielen seit 1989 die Folgen der ARD-Krimireihe Tatort mit der von Ulrike Folkerts gespielten Kommissarin Lena Odenthal. Sie wurden zunächst für den Südwestfunk und heute für den Südwestrundfunk produziert.
Als einzige Tageszeitung erscheint die Ludwigshafener Rundschau im Mantel der Regionalzeitung Die Rheinpfalz. Außerdem erscheint immer mittwochs die Ausgabe des Ludwigshafener Wochenblatts.
In Ludwigshafen startete am 1. Januar 1984 mit dem Kabelpilotprojekt Ludwigshafen das Privatfernsehen und somit das duale Rundfunksystem in Deutschland. Aus einem Kellerstudio nahm der Sender PKS seinen Sendebetrieb auf, aus dem ein Jahr später Sat.1 wurde. Das Rhein-Neckar Fernsehen strahlt aus Mannheim Regionalthemen aus.
Der 138 m hohe Fernmeldeturm Ludwigshafen am Rhein ist eine Sendeanlage für UKW-Hörfunk.

### Bildung
- Heinrich-Pesch-Haus, eine Katholische Akademie Rhein-Neckar, versteht sich als Kompetenzzentrum für angewandte Ethik.

#### Hochschule

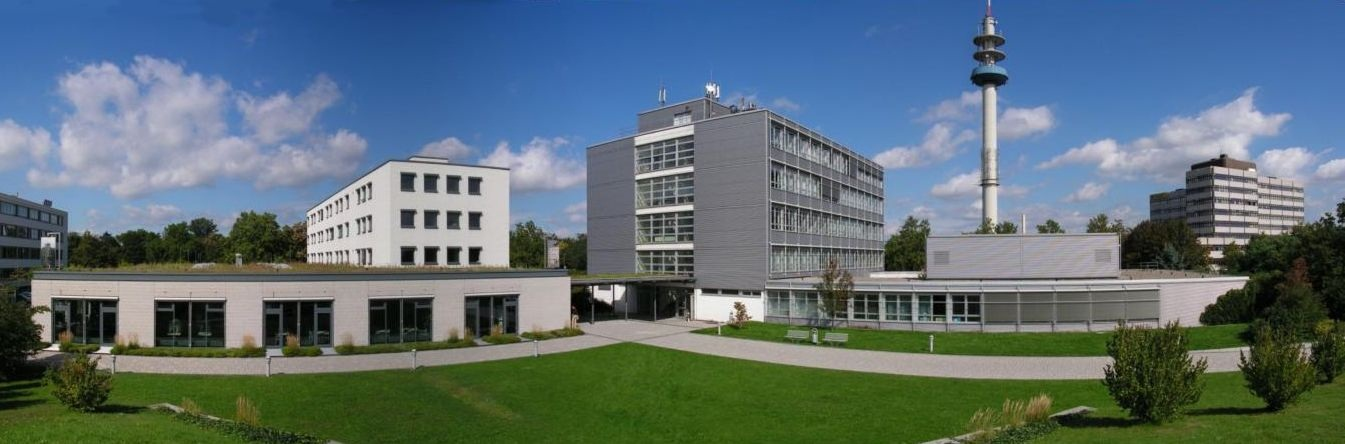
Hochschule Ludwigshafen am Rhein

Am 1. März 2008 wurden die beiden Ludwigshafener Fachhochschulen (Evangelische Hochschule und Hochschule für Wirtschaft) zur Hochschule Ludwigshafen am Rhein zusammengeführt. Sie ist eine Einrichtung des Bundeslandes Rheinland-Pfalz und bietet Studiengänge in vier Fachbereichen an. Das Ostasieninstitut der Hochschule Ludwigshafen bietet eine Kombination von Betriebswirtschaftslehre und chinesischer, japanischer bzw. koreanischer Sprache.
Die nächstgelegene Universität ist die Universität Mannheim, mit der eine enge Kooperation besteht und deren Einrichtungen von Studierenden der Hochschule Ludwigshafen mitgenutzt werden können.

#### Grundschulen
- Albert-Schweitzer-Schule
- Alfred-Delp-Schule
- Astrid-Lindgren-Schule
- Bliesschule
- Brüder-Grimm-Schule
- Erich Kästner-Schule
- Ernst-Reuter-Schule
- Goethe-Mozart-Schule
- Goetheschule Nord
- Gräfenauschule
- Hochfeldschule
- Karl-Kreuter-Schule

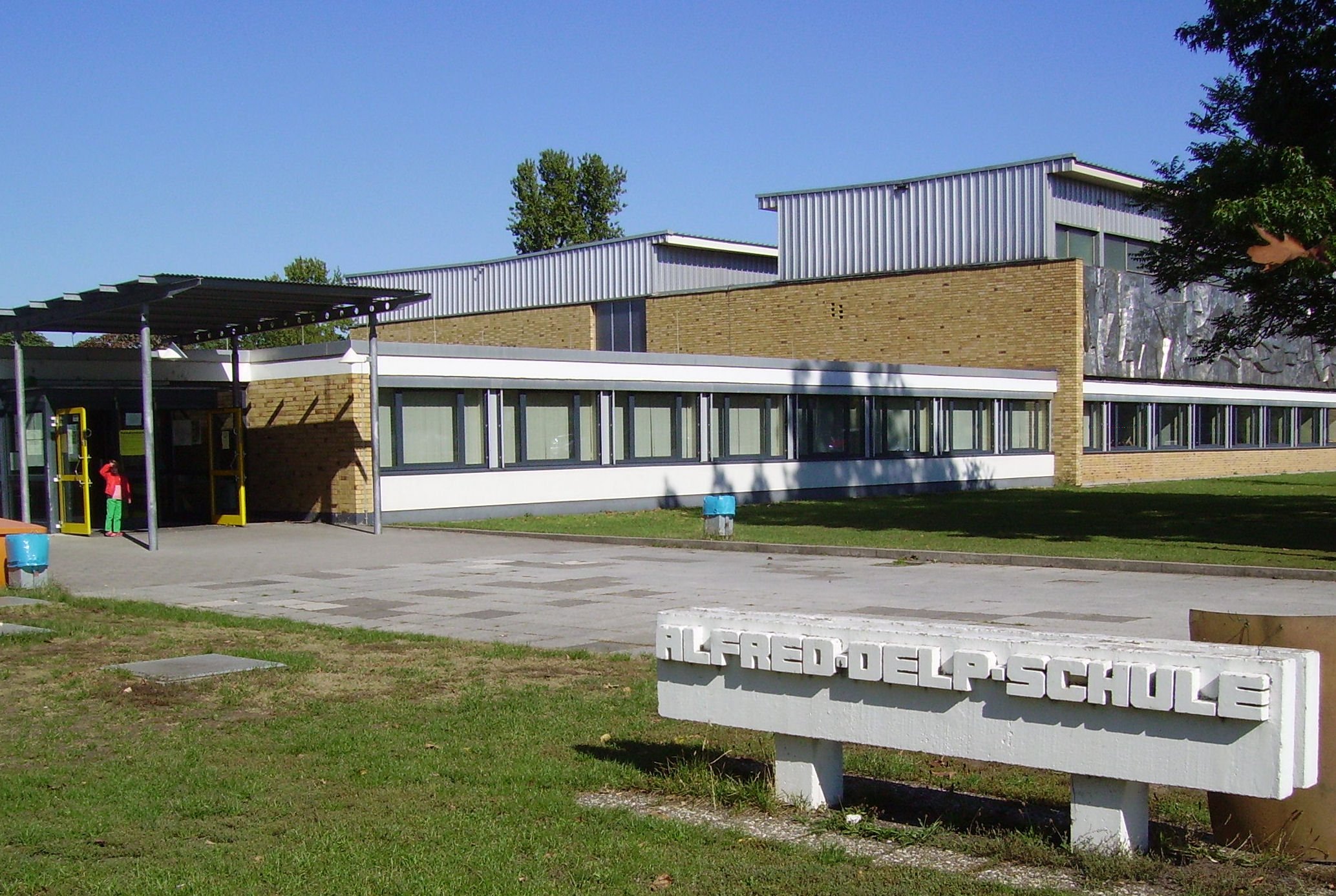
Alfred Delp-Schule in Maudach

- Grundschule in der Langgewann (Langgewannschule)
- Lessingschule
- Grundschule Luitpoldschule
- Lukasschule
- Mozartschule Rheingönheim
- Niederfeldschule
- Pfingstweide
- Rupprechtschule
- Schillerschule Mundenheim
- Schillerschule Oggersheim
- Wittelsbachschule
- Wilhelm-Leuschner-Schule (organisatorisch mit der Realschule plus verbunden)

#### Gymnasien
- Carl-Bosch-Gymnasium
- Geschwister-Scholl-Gymnasium
- Heinrich-Böll-Gymnasium
- Max-Planck-Gymnasium
- Theodor-Heuss-Gymnasium
- Wilhelm-von-Humboldt-Gymnasium

#### Integrierte Gesamtschulen
- Integrierte Gesamtschule Ernst Bloch Oggersheim
- Integrierte Gesamtschule Gartenstadt
- Integrierte Gesamtschule (Ludwigshafen-) Edigheim

#### Realschulen plus
- Albert-Einstein-Grund- und Realschule plus
- Anne-Frank-Realschule
- Karolina-Burger-Realschule
- Adolf-Diesterweg-Schule
- Ernst-Reuter-Schule
- Realschule plus am Ebertpark

#### Förderschulen
- Schillerschule Mundenheim, Schule mit dem Förderschwerpunkt Lernen
- Schloss-Schule Oggersheim, Schule mit dem Förderschwerpunkt Lernen
- Schule an der Blies, Schule mit dem Förderschwerpunkt Lernen
- Georgensschule, Schule mit dem Förderschwerpunkt ganzheitliche Entwicklung
- Mosaikschule Ludwigshafen, Schule mit dem Förderschwerpunkt motorische Entwicklung (nicht in Trägerschaft der Stadt Ludwigshafen)[49]

#### Berufsbildende Schulen
- BBS Wirtschaft 1 (mit Wirtschaftsgymnasium)
- BBS Wirtschaft 2
- BBS Sozialwesen, Gesundheit und Hauswirtschaft
- BBS Technik 1
- BBS Technik 2
- BBS Naturwissenschaften
- Private Handelsschule Dr. H. Stracke (PHS)

- Volkshochschule Ludwigshafen

#### Werkstätten für Menschen mit Behinderung
- Ludwigshafener Werkstätten im Gemeinschaftswerk für Menschen mit Behinderung
- Maudacher Werkstatt[50]

### Sonstige öffentliche Einrichtungen
- In Ludwigshafen unterhält das Land Rheinland-Pfalz mit der Justizvollzugsanstalt Ludwigshafen eine sozialtherapeutische Anstalt, in der insbesondere Sexualstraftäter behandelt werden.
- Amtsgericht Ludwigshafen am Rhein
- Polizeipräsidium Rheinpfalz
- Polizeidirektion Ludwigshafen

## Kultur und Sehenswürdigkeiten

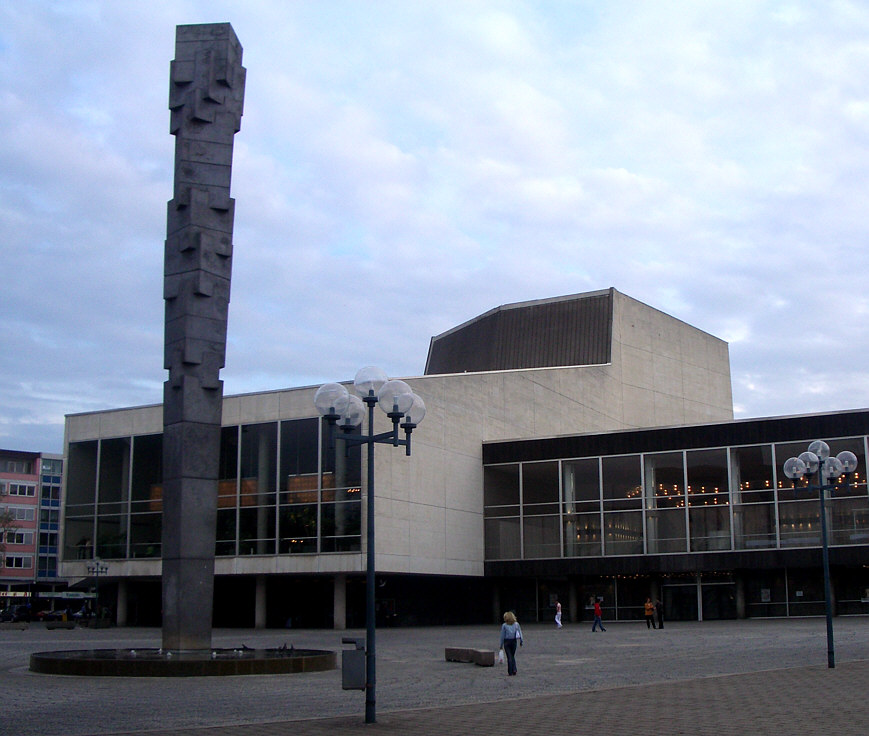
Pfalzbau und Pfalzsäule

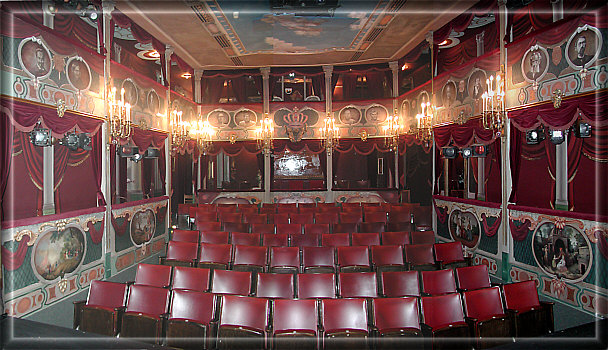
Blick von der Bühne des Prinzregenten-Theaters

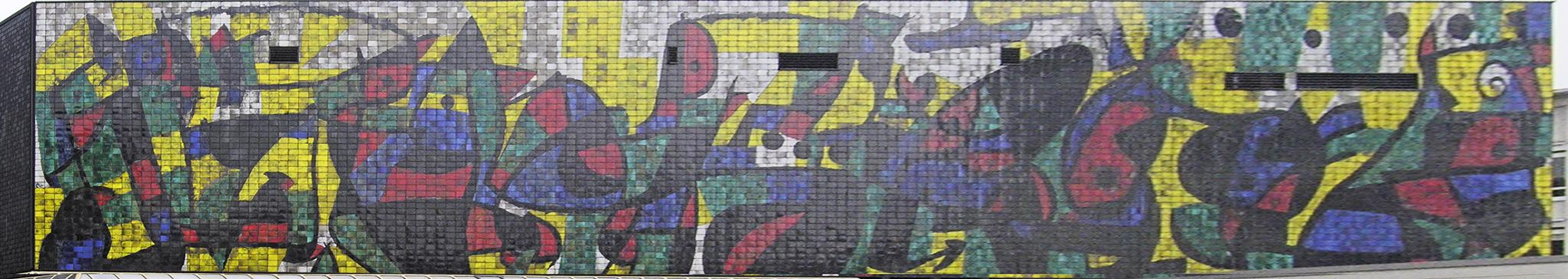
Von Joan Miró gestaltete Wand am Wilhelm-Hack-Museum

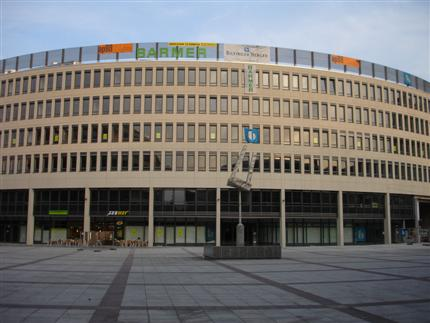
Faktor Haus am Berliner Platz

### Kino
Trotz seiner großen Bevölkerungszahl verfügt Ludwigshafen über kein Kino mehr.
Bis Ende der 90er Jahre waren noch zwei Kinos in der Innenstadt ansässig, das Corso (1958 eröffnet) in der Wredestraße 16 (dort ist der Schriftzug an dem ehemaligen Standort an der Fassade noch zu sehen) mit einem großen Saal und das Union(1906 eröffnet) in der Ludwigstraße 14–18 (heute steht nach dem Abriss dort ein Discounter) mit drei Sälen.
Am 31. Dezember 2023 schloss das Cinestar, ein Multiplexkino mit 11 Kinosälen und 2.005 Plätzen, das bis dahin einzig verbliebene Kino der Stadt.
Eine Übersicht aller Ludwigshafener Kinos ist hier unter LUDWIGSHAFEN aufgelistet.

### Theater und Orchester
- Theater im Pfalzbau (ohne eigenes Ensemble)
- Mobiles Kinder- und Jugendtheater KiT’Z
- Studiobühne TiP
- Prinzregenten-Theater im Hemshof
- Theater Hemshofschachtel
- Buero für angewandten Realismus, Performance-Gruppe seit 1984, aktuell im Kunsthaus Umspannwerk (Raschigstraße)
- Staatsphilharmonie Rheinland-Pfalz – Das Orchester wurde 1919 in Landau gegründet mit Sitz in Ludwigshafen. Es wirkte unter anderem bei Uraufführungen von Werken von Werner Egk, Giselher Klebe und Wolfgang Rihm mit. Chefdirigent ist seit dem 1. August 2009 Karl-Heinz Steffens.

### Bibliotheken
- Hochschulbibliothek Ludwigshafen am Rhein
- Ideenw3rk – Stadtbibliothek Ludwigshafen
- Bibliothek der VHS Ludwigshafen im Lerntreff, Ludwigstraße 73

### Museen
- Bürgermeister-Ludwig-Reichert-Haus (Kunstverein)
- Ernst-Bloch-Zentrum Ausstellung über Ernst Bloch (Bloch-Archiv) und Wechselausstellungen
- Heimatmuseum in Friesenheim (Kulturgeschichte)
- Karl-Otto-Braun-Museum in Oppau (Kulturgeschichte)
- Schillerhaus in Oggersheim (Friedrich-Schiller-Erstdrucke)
- Stadtmuseum Ludwigshafen (Stadtgeschichte)
- Wilhelm-Hack-Museum (Gondorfer Fund, Mittelalter, Klassische Moderne und Graphisches Kabinett)
- Katzinett in Friesenheim (Katzenmuseum)

Die alljährliche „Lange Nacht der Museen“ (gemeinsam mit Mannheim und Heidelberg) galt nach Berlin als zweitgrößte Veranstaltung dieser Art in Deutschland.

### Bauwerke

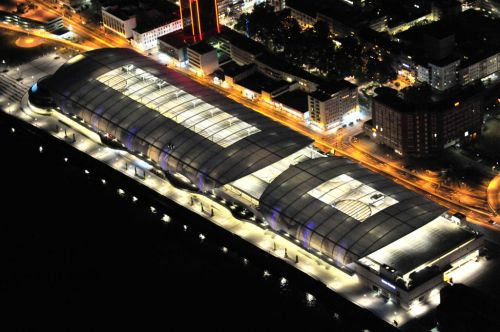
Rhein-Galerie, Nachtluftbild (Mai 2011)

- Wallfahrtskirche Mariae Himmelfahrt in Oggersheim (1774/93), bedeutendstes Baudenkmal im Stadtgebiet
- Turm der Lutherkirche (ehemals älteste protestantische Kirche der Stadt, 1858/64, Turm von 1878/80)
- Katholische Kirche St. Ludwig (1858/62, Turm von 1883)
- Apostelkirche (1892/94)
- Friedenskirche (1931/32)
- Friedrich-Ebert-Halle (1965)
- Südweststadion (1937/40, Wiederaufbau 1946/50), ehemals Austragungsort der Fußball-Bundesligaspiele des SV Waldhof Mannheim und der Regionalligaspiele des FSV Oggersheim
- BASF-Hochhaus „Friedrich-Engelhorn-Hochhaus“ (1954/57), Abbruch 2013/14
- Kaufhaus am Berliner Platz (Tortenschachtel, rundes Gebäude mit integrierter Straßenbahnhaltestelle), Abbruch 2015
- Hochstraßen und Pylonbrücke (1959/72), Teilabbruch geplant
- Ludwigshafen (Rhein) Hauptbahnhof, einst der modernste Europas, mit Verkehr auf vier Etagen (1969)
- Rathaus (Wahrzeichen der Stadt, eröffnet 1979, seit Ende 2021 geschlossen, wird abgerissen)
- Wilhelm-Hack-Museum mit einer großflächigen Fassadenverkleidung von Joan Miró (eingeweiht 1979)
- Fernmeldeturm in Stahlbetonbauweise, Höhe: 138 Meter (Geographische Koordinaten: 8°25'25" östliche Länge, 49°28'28" nördliche Breite)
- Ostasieninstitut am Rheinufer Süd (1997)
- Faktor Haus am Berliner Platz (ein halbrundes Büro- und Geschäftsgebäude, 2004/2005)
- Rolleswasserturm im Stadtteil Nord, Hemshof, achteckiger ehemaliger Luftschutzbunker mit Wasserturmaufbau, 53 Meter hoch.
- Rhein-Galerie: auf dem Gelände des ehemaligen Zollhofhafens gebautes Einkaufszentrum, welches im September 2010 eröffnet wurde und von der ECE betrieben wird.

### Kunst im öffentlichen Raum

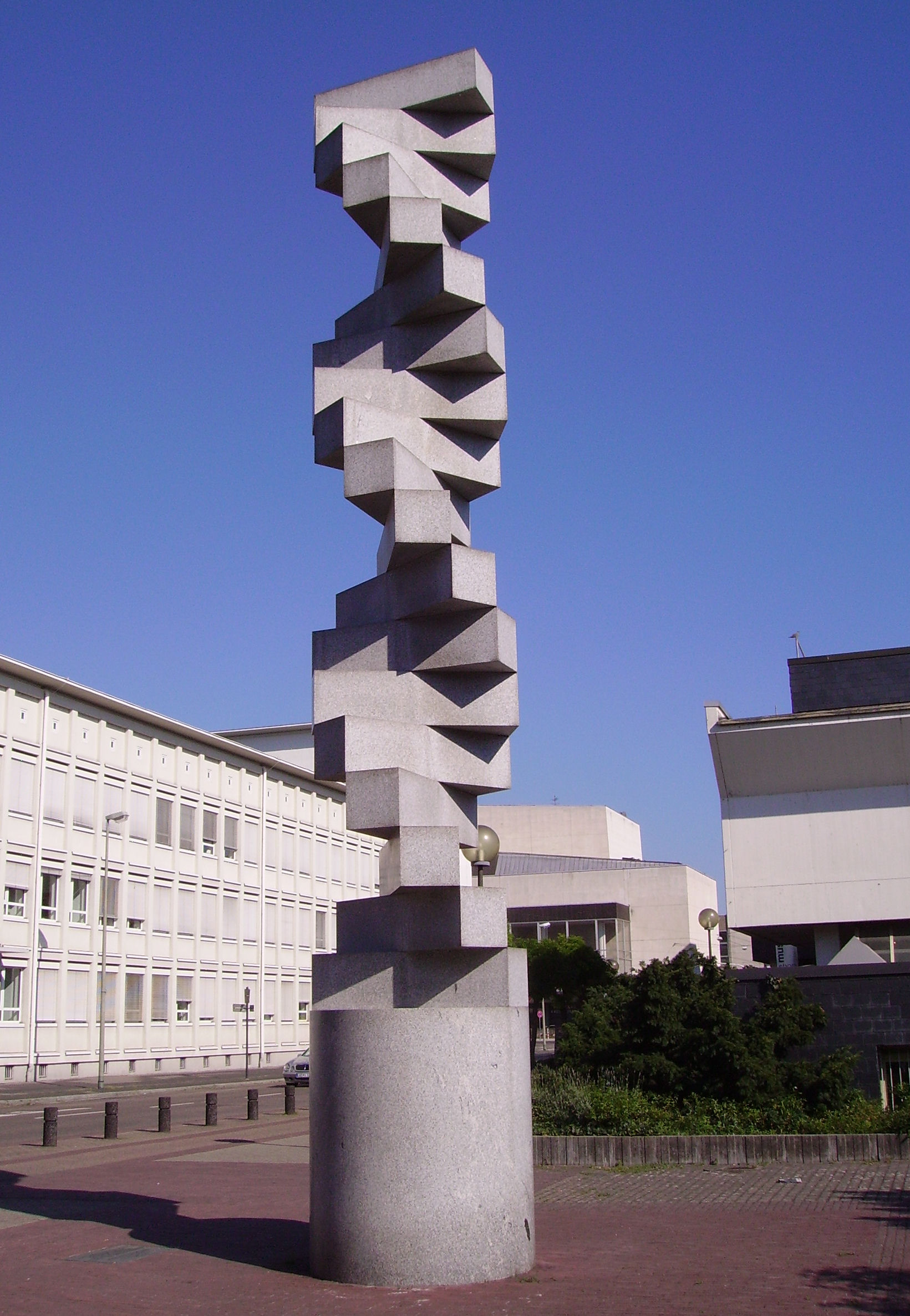
Endlose Treppe

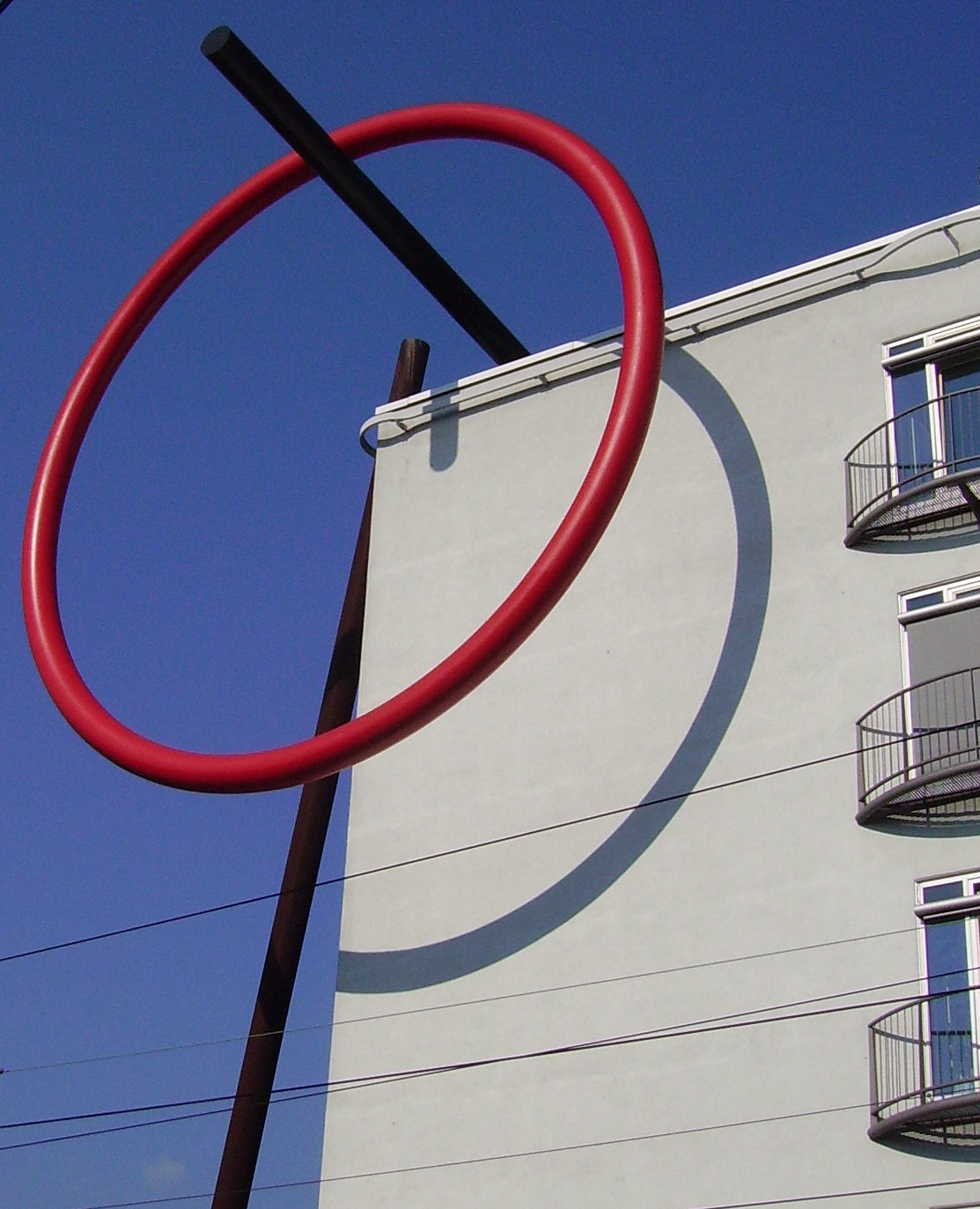
Ring des Seyns

- Stilisiertes Stadtwappen am Rheinhafen von Eugen Roth, 1953
- Eisläuferin von Giacomo Manzù, 1957
- Pfalzsäule von Blasius Spreng und Ernst W. Kunz, 1968
- Raumsäule 22/1968 von Erich Hauser, 1968
- Miró-Wand am Wilhelm-Hack-Museum, 1979
- Raumstruktur-Plastik aktuell noch vor dem Ratssaal des Rathaus-Centers von Eugen Roth. 1979
- Stadtteilbrunnen, errichtet von 15 Steinmetzgesellen unter Leitung von Hans-Günther Thiele, 1985
- Endlose Treppe (Monument für Ernst Bloch) von Max Bill, 1991
- Lutherbrunnen von Gernot und Barbara Rumpf, 1992
- Geteilte Kugel von Friedrich Becker, 1992
- Deux lignes indéterminées (Zwei unbestimmte Linien) von Bernar Venet, 1993
- Ring des Seyns von Kazuo Katase am Klinikum der Stadt Ludwigshafen, 1998
- Edelstahl-Raumskulptur mit blauem Mobile von Eugen Roth in Betreutes Wohnen Maudach, 1998
- Conversation von George Rickey, 1999
- Harlekin vor dem ehemaligen Haus der Jugend von Gerd Dehof, 1967
- Der gestürzte Prometheus am Carl-Bosch-Gymnasium von Michael Croissant
- Mahnmal für das Kriegsgefangenenlager Rheingönheim von Hans-Günther Thiele, 1991
- Rosenbrunnen in der Gartenstadt von Hans-Günther Thiele, 1989
- Schillerdenkmal vor dem Oggersheimer Rathaus von Theo Siegle, 1955
- Franziskusbrunnen vor der Friesenheimer Josefskirche von Max Faller, 1992
- Bogenschütze vor dem Turmrestaurant im Ebertpark von Ernst Moritz Geyger, 1928
- Der große Tiger von Maria Ewel, 1957; früher auf dem Alwin-Mittasch-Platz, jetzt auf dem Ludwigsplatz
- Handel im Wandel auf der Bismarckstraße von Maritta Kaltenborn
- Begegnung, Stahlplastik vor dem Künstlerhaus Umspannwerk am Friedhof Mundenheim von Alex Bär, 2012

### Sonstige Sehenswürdigkeiten
- Ebertpark
- Friedenspark
- Ludwigsplatz
- Maudacher Bruch
- Parkinsel
- Knödelbrunnen
- Wildpark Rheingönheim
- Hemshofpark

## Sport
Ludwigshafen ist Heimat des Handballvereins TSG Friesenheim, der in den Saisons 2010/11, 2014/15 und 2017/18 bis 2020/21 in der 1. Handball-Bundesliga spielte und unter der Bezeichnung Die Eulen Ludwigshafen antritt. Austragungsort der Heimspiele ist die Friedrich-Ebert-Halle.
Im Fußball ist die Mannschaft von Arminia Ludwigshafen in der Fußball-Oberliga Rheinland-Pfalz/Saar das höchstklassige Team in Ludwigshafen. Der FSV Oggersheim, als weiterer Fußballverein der Stadt, schaffte in der Saison 2006/2007 den Sprung in die damals drittklassige Regionalliga Süd. Die Saison 2007/2008 beendete die Mannschaft jedoch als Tabellenletzter und stieg durch die Reform des Ligasystems in die dreigeteilte und viertklassige Regionalliga ab. Der sportliche Aufstieg des Vereins war in der damaligen Zeit sehr mit dem finanziellen Engagement des Multimillionärs Emmanouil Lapidakis verbunden. Darüber hinaus bestehen weitere Fußballvereine in der Stadt, wobei der Ludwigshafener SC, Südwest Ludwigshafen und der BSC Oppau am bekanntesten sind und aktuell in der Verbandsliga bzw. Bezirksliga spielen.
Überregional ist das Ludwigshafener Sportleben für die drei „R“ bekannt. Damit sind die Disziplinen Rudern, Ringen und Radfahren gemeint, in denen die Athleten aus Ludwigshafen und der Pfalz in der Vergangenheit erfolgreich waren und bis heute sind.
Das Zentrum des Rudersports ist dabei der Ludwigshafener Ruderverein mit seinem Bootshaus im Stadtteil Süd direkt am Rhein und in der Nähe Ludwigshafener Parkinsel. Bereits bei den Olympischen Spielen 1900 in Paris gewann der gesteuerte Vierer des Vereins die Bronzemedaille. Zwölf Jahre später bei den Olympischen Spielen in Stockholm errang der sog. Fickeisen-Vierer mit den Ruderern Otto Fickeisen, Hermann Wilker, Rudolf Fickeisen, Albert Arnheiter und Steuermann Otto Maier den Sieg und damit eine der ersten olympischen Goldmedaillen für den Deutschen Ruderverband. Auch bei den Olympischen Sommerspielen 1936 in Berlin, durch Paul Söllner und 1972 in München durch Alois Bierl gewannen Ludwigshafener Ruderer olympische Goldmedaillen. Dazu kamen in den Jahrzehnten weitere Olympiateilnahmen, zahlreiche Siege auf Weltmeisterschaften und zahllose nationale und internationale Titel.
Im Ringen sind die Brüder Claudio, Pasquale und Thomas Passarelli, die alle in Ludwigshafen das Ringen lernten, über die Stadtgrenzen hinaus bekannt. Vor allem der Olympiasieg von Pasquale Passarelli bei den Olympischen Spielen 1984 in Los Angeles ging als Die goldene Brücke in die deutsche Sportgeschichte ein. Wilfried Dietrich, der als der Kran von Schifferstadt bekannt war, lebte in Ludwigshafen, kämpfte lange erfolgreich für den VfK Schifferstadt und gewann bei Olympischen Spielen insgesamt fünf Medaillen, darunter auch die Goldmedaille im Freistil der Schwergewichte 1960 bei den Spielen in Rom.
Beim Radsport ist der RC 1899 Ludwigshafen-Friesenheim durch seine erfolgreichen Athleten und seiner 333 Meter langen offenen Radrennbahn im Stadtteil Friesenheim bekannt. Die 1956 eingeweihte Bahn ist bis heute Austragungsort von Bahnradrennen der Jugend.
Die Stadt ist auch Heimat des Postsportverein Ludwigshafen, welcher in der 2. Bundesliga der Deutschen Classic-Kegler Union e. V. spielt.
Der ERC Ludwigshafen bietet im Stadtteil Mundenheim seit über 40 Jahren die Möglichkeit Eishockey zu spielen. Außerhalb der Trainings- und Spielzeiten steht das Eisstadion für den öffentlichen Lauf, KiTas und Schulen zur Verfügung.
Heike Drechsler, DDR-Sportlerin des Jahres 1986 und 2000 Sportlerin des Jahres in Deutschland, war 1999–2000 beim ABC Ludwigshafen.

### Special Olympics
2021 bewarb sich die Stadt als Host Town für die Gestaltung eines viertägigen Programms für eine internationale Delegation der Special Olympics World Summer Games 2023 in Berlin. 2022 wurde sie als Gastgeberin für Special Olympics Eswatini ausgewählt. Damit wurde sie Teil des größten kommunalen Inklusionsprojekts in der Geschichte der Bundesrepublik mit mehr als 200 Gastgeberstädten.

### Sportstätten
- Friedrich-Ebert-Halle, Heimspielort des Handballbundesligisten TSG Friesenheim mit einem Fassungsvermögen von 2500 Zuschauern
- Leichtathletikhalle, Olympiastützpunkt und Wettkampfstätte auf insgesamt 4.890 Quadratmetern
- Südwestplatz, Heimspielstätte des Fußballvereins Südwest Ludwigshafen mit einer Kapazität von 12.000 Zuschauern
- Südweststadion, mit einem zulässigen Fassungsvermögen von derzeit 6.100 Zuschauer ist das 1952 wiedereröffnete Stadion Austragungsort von Fußballspielen und Musikveranstaltungen
- Eisstadion in der Saarlandstraße, Heimspielort des ERC Ludwigshafen

### Bezirkssportanlagen
Ludwigshafen verfügt über sechs Bezirkssportanlagen, die u. a. für Ballsportarten und Leichtathletik dienen und die von den Vereinen und dem Schulsport gemeinschaftlich genutzt werden, in den Stadtteilen Edigheim, Gartenstadt, Mundenheim, Oggersheim, Rheingönheim und West.

## Sonstiges

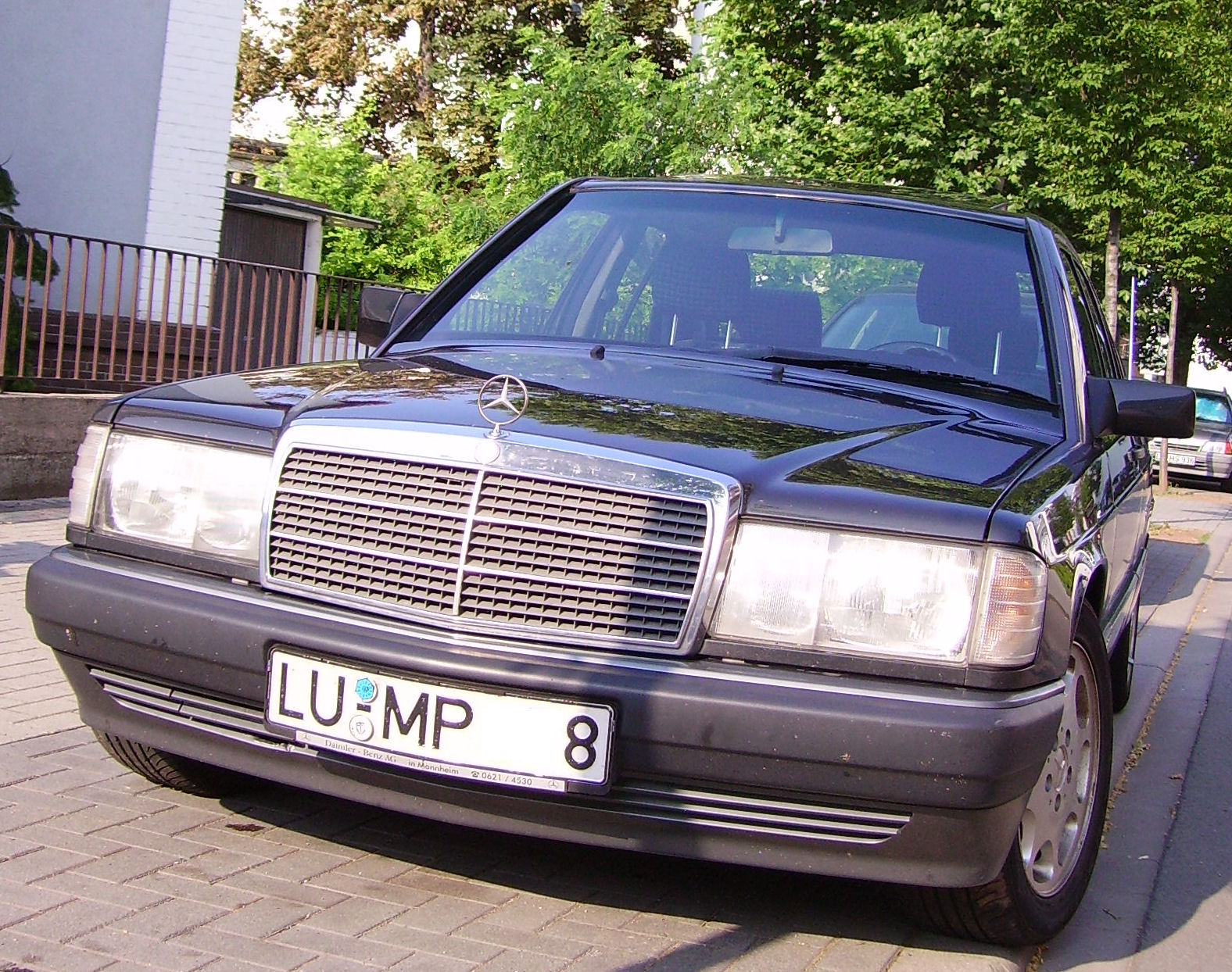
LU-MP

Der Spitzname, den die Stadt Ludwigshafen im 19. Jahrhundert von den Bewohnern der Umgebung, vor allem denen der Nachbarstadt Mannheim, erhalten hat, ist Lumpenhafen, pfälzisch Lumpehafe. „Lump“ spielte auf die Arbeiterbevölkerung des jungen Industriestandorts an, die für proletarischer angesehen wurde als zum Beispiel das Bürgertum Mannheims.
„Lumpenhafen“ wird noch gelegentlich in Internetforen benutzt, um den Wohnort Ludwigshafen abschätzig zu bezeichnen.
Für die Unattraktivität einer Versetzung bayerischer Beamter in die Stadt, aber auch in die Pfalz allgemein, entstand etwa der Spruch „Wen der liebe Gott will strafen / den schickt er nach Ludwigshafen …“.
Auch um dem Ruf als „unattraktive Industriestadt“ entgegenzuwirken, wurde das Stadtverschönerungsprogramm „Heute für morgen“ ins Leben gerufen, in dessen Rahmen auch das große, moderne Einkaufszentrum „Rhein-Galerie“ entstand. Dabei wurden auch viele Straßen optisch umgestaltet.
Der in Ludwigshafen aufgewachsene Bischof von Würzburg, Franz Jung, führt als Anlehnung an das Ludwigshafener Stadtwappen zwei Anker in seinem Wappen.